# Sainte-Menehould
Sainte-Menehould (prononcé [sɛ̃tmənu] ou [sɛ̃tmeneuld]) est une commune française, située dans l'est du département de la Marne en région Grand Est. Ancienne sous-préfecture d'environ 4 600 habitants, elle est la capitale de la région de l'Argonne, dont la forêt éponyme se situe en grande partie sur le territoire de la commune.
Composé de zones assez peuplées et de vides démographiques, le vaste territoire de la commune est majoritairement forestier et se situe dans les vallées de l'Aisne et de la Biesme. La ville est desservie par des routes départementales plus ou moins importantes et l'autoroute A4.
Les origines de la ville sont incertaines. La butte de Gaize est probablement un lieu de culte païen dès l'Antiquité, avant d'accueillir un château. Une ville se forme dès le Ve siècle sur les bords de l'Auve et se développe grâce aux ressources de la forêt défrichée et de l'agriculture. La ville, souvent située en zone frontalière, subit de nombreuses guerres et sièges. Elle passe sous le contrôle des comtes de Champagne à la fin du XIIe siècle, puis de la couronne de France à la fin du siècle suivant. Elle accueille ensuite des reliques de la sainte dont elle porte le nom, Ménehould.
Incendiée en 1719 puis reconstruite, elle conserve donc un important patrimoine architectural du XVIIIe siècle. Lors de la Révolution française, c'est dans cette ville qu'est reconnu Louis XVI, qui est ensuite poursuivi, notamment par Jean-Baptiste Drouet, et rattrapé à Varennes, non loin de là.
La ville souffre beaucoup des guerres de 1870 mais surtout de 1914-1918, qui dévaste la région. Elle connaît entre 1945 et 1975 un développement démographique faible mais régulier, ainsi qu'une industrie assez importante, puis une légère baisse de population durant les trente dernières années.

## Géographie

### Localisation
Sainte-Menehould se situe à l'extrême est de la Marne et est limitrophe avec la Meuse. Elle est traversée par l'axe Châlons-en-Champagne - Verdun, 42 km la séparent du premier et 37 km du second. Elle est également située à 66 km à l'est de Reims et 41 km au nord de Bar-le-Duc.

### Communes limitrophes
Sainte-Menehould est limitrophe de huit autres communes situées dans les départements de la Marne à l'ouest et de la Meuse à l'est:

### Géologie et relief
Le centre-ville est bâti au pied des buttes de Gaize, abritant le château, et du Châtelet, un peu plus à l'ouest. Elle était auparavant entourée de marais formés par la vallée de l'Aisne. Les affluents de celle-ci forment de nombreuses petites vallées dans la forêt de l'Argonne, dans l'est du territoire de la commune. C'est sur la ligne de crête boisée séparant les vallées de l'Aisne et de la Biesme que se situe le point culminant de la commune, à 261 mètres d'altitude. De l'autre côté, ce sont des rivières plus courtes et pentues qui se jettent dans la Biesme, limite communale.

### Hydrographie
La commune est dans la région hydrographique « la Seine du confluent de l'Oise (inclus) à l'embouchure » au sein du bassin Seine-Normandie. Elle est drainée par l'Aisne, la Biesme, l'Auve, le ruisseau du Sougniat, Gorge au Tonnerre, la Pierre Croisée, l'Auve, le cours d'eau 01 de la Côte de Biesme, le cours d'eau 01 de la Fontaine du Trou de la Huarde, le cours d'eau 08 de la commune de Chatrices, le cours d'eau 16 de la commune de Sainte-Menehould, le cours d'eau 17 de la commune de Sainte-Menehould, le cours d'eau 18 de la commune de Sainte-Menehould, le cours d'eau 19 de la commune de Sainte-Menehould, le cours d'eau 20 de la commune de Sainte-Menehould, le cours d'eau 26 de la commune de Sainte-Menehould, le cours d'eau 29 de la commune de Sainte-Menehould, le cours d'eau 31 de la commune de Sainte-Menehould, le cours d'eau 41 de la commune de Sainte-Menehould, le cours d'eau 44 de la commune de Sainte-Menehould, le cours d'eau 46 de la commune de Sainte-Menehould, le cours d'eau 47 de la commune de Sainte-Menehould, le Fossé 08 de la commune de Sainte-Menehould, le Fossé 13 de la commune de Sainte-Menehould, le Fossé 35 de la commune de Sainte-Menehould, le Fossé Géraudet, le ruisseau de la Mornie, divers bras de l'Aisne et divers autres petits cours d'eau,.
L'Aisne est un  cours d'eau naturel navigable de 256 km de longueur, traversant les cinq départements Meuse, Marne, Ardennes, Aisne, Oise. Elle est un affluent de rive gauche de l'Oise, ce qui fait d'elle un sous-affluent de la Seine. Les caractéristiques hydrologiques de l'Aisne sont données par la station hydrologique située sur la commune de Sainte-Menehould. Le débit moyen mensuel est de 3,72 m3/s. Le débit moyen journalier maximum est de 83 m3/s, atteint lors de la crue du 3 février 2020. Le débit instantané maximal est quant à lui de 108 m3/s, atteint le même jour. Plusieurs de ses affluents et sous-affluents arrosent également la commune et coulent d'est en ouest, prenant leur source dans la forêt d'Argonne, comme le ruisseau du Sougniat et son tributaire le ruisseau de la Mairesse. L'Auve, autre affluent de l'Aisne mais coulant d'ouest en est, rejoint celle-ci au niveau de Sainte-Menehould
À l'est de la commune, coule la Biesme, d'une longueur de 28 km, qui prend sa source dans la commune de Beaulieu-en-Argonne et se jette  dans l'Aisne à Saint-Thomas-en-Argonne, après avoir traversé neuf communes. Les caractéristiques hydrologiques de la Biesme sont données par la station hydrologique située sur la commune de Sainte-Menehould. Le débit moyen mensuel est de 0,869 m3/s. Le débit moyen journalier maximum est de 25,7 m3/s, atteint lors de la crue du 15 juillet 2021. Le débit instantané maximal est quant à lui de 35,7 m3/s, atteint le même jour. Les affluents de la Biesme traversant la commune coulent d'ouest en est et sont bien plus courts en raison de la plus forte déclivité de ce côté de la forêt d'Argonne.
L'Auve, d'une longueur de 20 km, prend sa source dans la commune de Auve et se jette  dans l'Aisne sur la commune, après avoir traversé huit communes. Elle traverse la partie ouest de Sainte-Menehould, et notamment son centre, et coule du sud au nord.

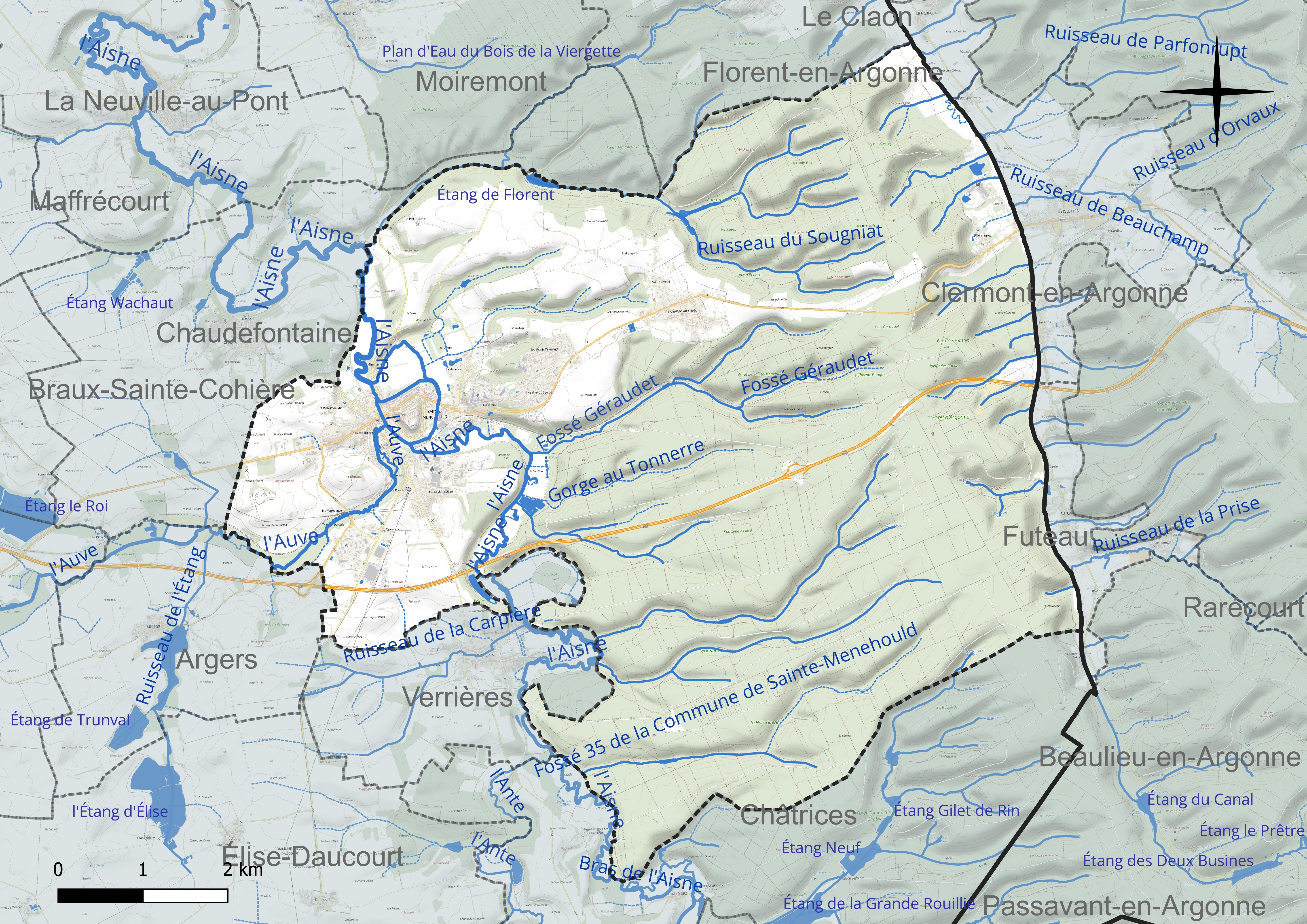
Réseau hydrographique de Sainte-Menehould.

Six plans d'eau complètent le réseau hydrographique : le plan d'eau 1 de la commune de Sainte-Menehould (1,8 ha), le plan d'eau 2 de la commune de Sainte-Menehould (0,6 ha), le plan d'eau 3 de la commune de Sainte-Menehould (3,7 ha), le plan d'eau des Quatre Ormes (3 ha), l'étang de Florent (2,7 ha) et l'étang Maitre Gérard (0,1 ha),.

### Climat
Pour des articles plus généraux, voir Climat du Grand Est et Climat de la Marne.
En 2010, le climat de la commune est de type climat de montagne, selon une étude du Centre national de la recherche scientifique s'appuyant sur une série de données couvrant la période 1971-2000. En 2020, Météo-France publie une typologie des climats de la France métropolitaine dans laquelle la commune est exposée à un climat océanique altéré et est dans une zone de transition entre les régions climatiques « Nord-est du bassin Parisien » et « Lorraine, plateau de Langres, Morvan ». 
Pour la période 1971-2000, la température annuelle moyenne est de 10 °C, avec une amplitude thermique annuelle de 15,7 °C. Le cumul annuel moyen de précipitations est de 876 mm, avec 13,3 jours de précipitations en janvier et 9,1 jours en juillet. Pour la période 1991-2020, la température moyenne annuelle observée sur la station météorologique de Météo-France la plus proche, « Argers », sur la commune d'Argers à 4 km à vol d'oiseau, est de 10,9 °C et le cumul annuel moyen de précipitations est de 739,4 mm. 
La température maximale relevée sur cette station est de 41,1 °C, atteinte le 25 juillet 2019 ; la température minimale est de −17,5 °C, atteinte le 20 décembre 2009,,. 
| Mois                                  | jan.           | fév.           | mars           | avril         | mai           | juin          | jui.          | août         | sep.          | oct.          | nov.          | déc.           | année      |
| ------------------------------------- | -------------- | -------------- | -------------- | ------------- | ------------- | ------------- | ------------- | ------------ | ------------- | ------------- | ------------- | -------------- | ---------- |
| Température minimale moyenne (°C)     | 0,4            | 0,2            | 1,6            | 3,9           | 7,3           | 10,7          | 12,7          | 12,9         | 9,8           | 7,6           | 4,1           | 1              | 6          |
| Température moyenne (°C)              | 3,1            | 3,7            | 6,5            | 10,1          | 13,4          | 17            | 19,4          | 19           | 15,6          | 11,7          | 7,1           | 3,7            | 10,9       |
| Température maximale moyenne (°C)     | 5,8            | 7,1            | 11,4           | 16,3          | 19,4          | 23,3          | 26            | 25,1         | 21,4          | 15,8          | 10            | 6,4            | 15,7       |
| Record de froid (°C) date du record   | −14,6 04.01.04 | −14,6 07.02.12 | −13,1 01.03.05 | −5,3 04.04.22 | −1,6 04.05.11 | 1,1 02.06.06  | 3 31.07.15    | 4,4 26.08.18 | 0 30.09.03    | −6 28.10.03   | −7,2 30.11.16 | −17,5 20.12.09 | −17,5 2009 |
| Record de chaleur (°C) date du record | 15,5 01.01.22  | 21,1 27.02.19  | 24,9 31.03.21  | 29,2 25.04.07 | 32,8 28.05.17 | 35,8 28.06.11 | 41,1 25.07.19 | 40 12.08.03  | 34,2 15.09.20 | 27,4 13.10.23 | 21,8 08.11.15 | 16,1 17.12.15  | 41,1 2019  |
| Précipitations (mm)                   | 69             | 59,8           | 54             | 41,2          | 71,5          | 61,7          | 57,3          | 69,3         | 49            | 64,8          | 61,5          | 80,3           | 739,4      |

| Diagramme climatique                                  |            |           |             |             |              |            |              |           |             |           |          |
| J                                                     | F          | M         | A           | M           | J            | J          | A            | S         | O           | N         | D        |
| 5,80,469                                              | 7,10,259,8 | 11,41,654 | 16,33,941,2 | 19,47,371,5 | 23,310,761,7 | 2612,757,3 | 25,112,969,3 | 21,49,849 | 15,87,664,8 | 104,161,5 | 6,4180,3 |
| Moyennes : • Temp. maxi et mini °C • Précipitation mm |            |           |             |             |              |            |              |           |             |           |          |

Les paramètres climatiques de la commune ont été estimés pour le milieu du siècle (2041-2070) selon différents scénarios d'émission de gaz à effet de serre à partir des nouvelles projections climatiques de référence DRIAS-2020. Ils sont consultables sur un site dédié publié par Météo-France en novembre 2022.

### Transports et voies de communication

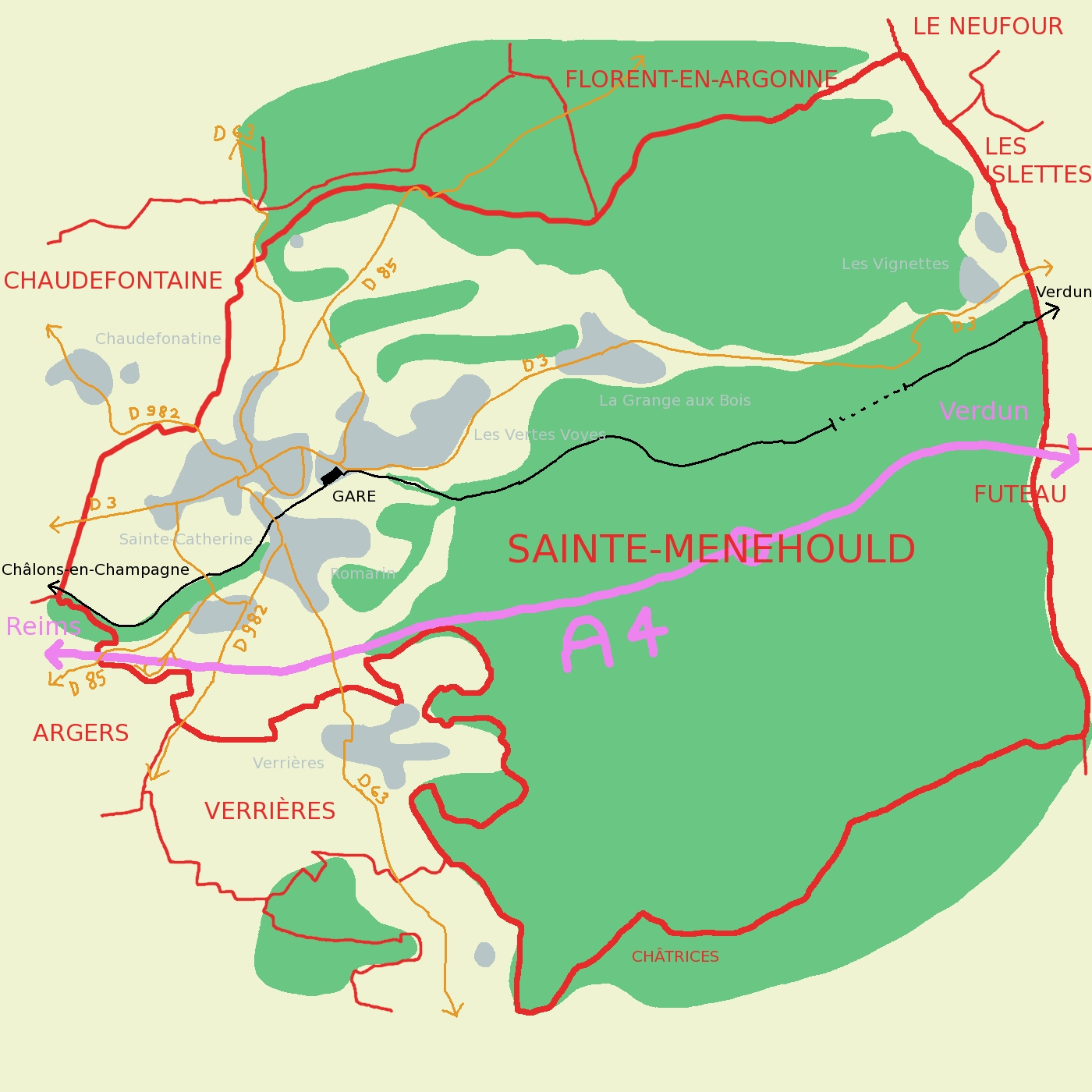
Carte de Sainte-Menehould présentant les différentes voies de communication.
Cours d'eau
Limites communales
Forêts
Zones construites
Routes
Autoroute A4
Voie de chemin de fer

#### Routes
La commune est traversée par l'autoroute A4 qui relie d'est en ouest Paris, Reims à Metz et Strasbourg. La sortie no 29 dessert la commune et l'aire de repos des Fontaines d'Olive se situe dans la forêt d'Argonne, à l'est du territoire. La route départementale 982E2 permet de rejoindre l'autoroute.
La commune est également traversée, toujours suivant cet axe est-ouest par l'ancienne route nationale 3, déclassée en route départementale 3, qui mène à Dommartin-Dampierre et Châlons-en-Champagne à l'ouest ainsi qu'à Clermont-en-Argonne à l'est. La route départementale 63 suit quant à elle l'axe nord-sud, reliant la ville à Moiremont au nord et Verrières et sud. Sainte-Menehould est également reliée aux villages voisins de Chaudefontaine et Élise-Daucourt par la route départementale 982 et d'Argers et Florent-en-Argonne par la route départementale 85 Le transit des véhicules de plus de 13 tonnes est interdit par un arrêté municipal sauf pour les dessertes locales.

#### Transports en commun
La gare de Sainte-Menehould fermée aujourd'hui se situait sur la ligne de Châlons-en-Champagne à Verdun. À l'époque, elle est desservie par des TER Champagne-Ardenne. Le trajet jusqu'à Châlons-en-Champagne durait environ 50 minutes, désormais remplacé par un trajet en bus.
La commune est désormais desservie par les bus du réseau départemental de la Marne, la ligne 43 la reliant à Châlons-en-Champagne par Auve et Courtisols. Le trajet jusqu'à Châlons-en-Champagne dure environ 75 minutes.
Un réseau urbain de bus assure quelques liaisons entre les différents quartiers.

#### Transport aérien
Les aéroports les plus proches sont l'aéroport de Châlons - Écury-sur-Coole et celui de Vatry.

## Urbanisme

### Typologie
Au 1er janvier 2024, Sainte-Menehould est catégorisée bourg rural, selon la nouvelle grille communale de densité à sept niveaux définie par l'Insee en 2022.
Elle appartient à l'unité urbaine de Sainte-Menehould, une unité urbaine monocommunale constituant une ville isolée,. Par ailleurs la commune fait partie de l'aire d'attraction de Sainte-Menehould, dont elle est la commune-centre,. Cette aire, qui regroupe 50 communes, est catégorisée dans les aires de moins de 50 000 habitants,.

### Occupation des sols
L'occupation des sols de la commune, telle qu'elle ressort de la base de données européenne d’occupation biophysique des sols Corine Land Cover (CLC), est marquée par l'importance des forêts et milieux semi-naturels (71 % en 2018), une proportion sensiblement équivalente à celle de 1990 (71,3 %). La répartition détaillée en 2018 est la suivante : 
forêts (68,4 %), terres arables (15,8 %), prairies (6,3 %), zones urbanisées (4,8 %), milieux à végétation arbustive et/ou herbacée (2,6 %), zones industrielles ou commerciales et réseaux de communication (1,2 %), zones agricoles hétérogènes (0,9 %). L'évolution de l’occupation des sols de la commune et de ses infrastructures peut être observée sur les différentes représentations cartographiques du territoire : la carte de Cassini (XVIIIe siècle), la carte d'état-major (1820-1866) et les cartes ou photos aériennes de l'IGN pour la période actuelle (1950 à aujourd'hui).

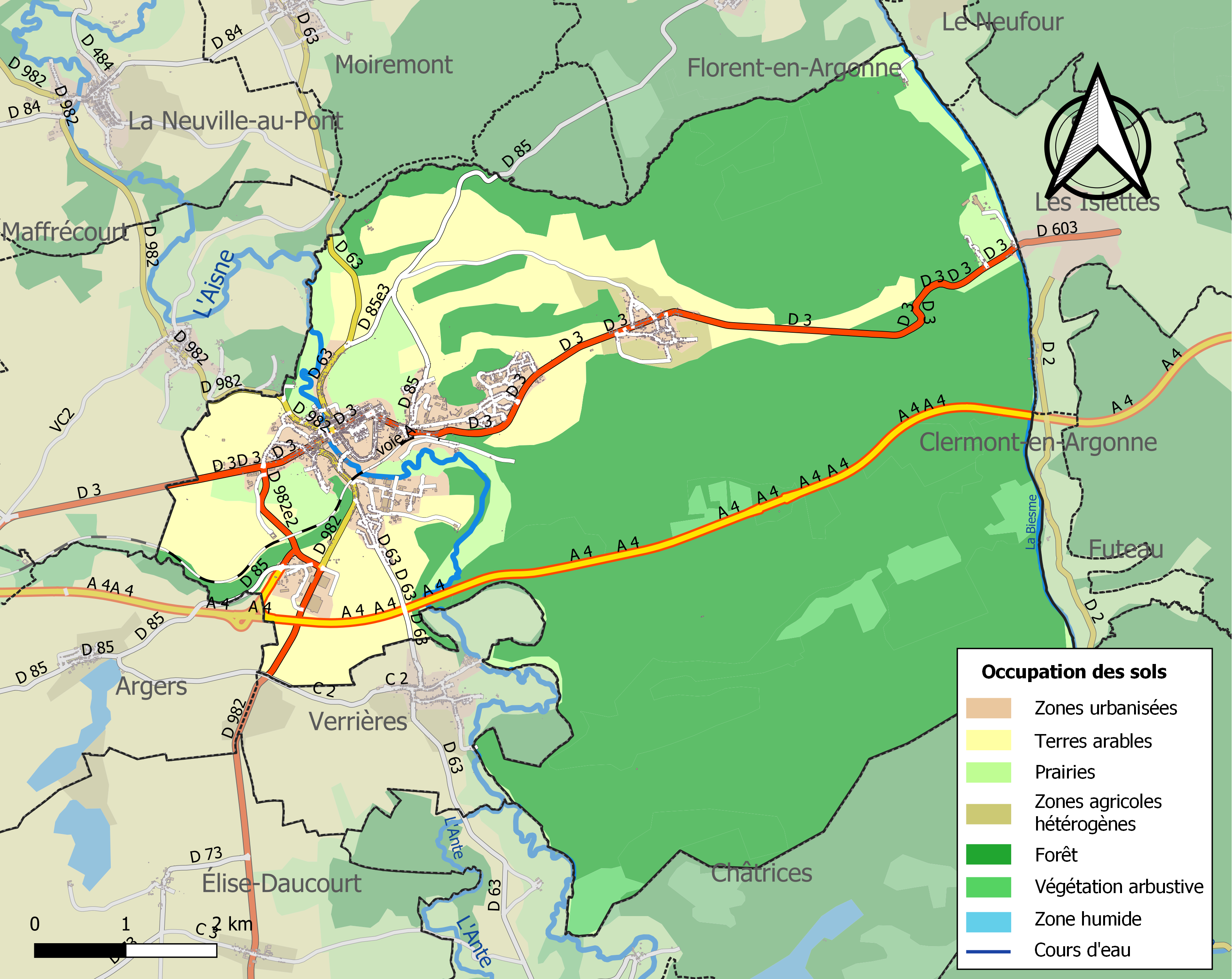
Carte des infrastructures et de l'occupation des sols de la commune en 2018 (CLC).
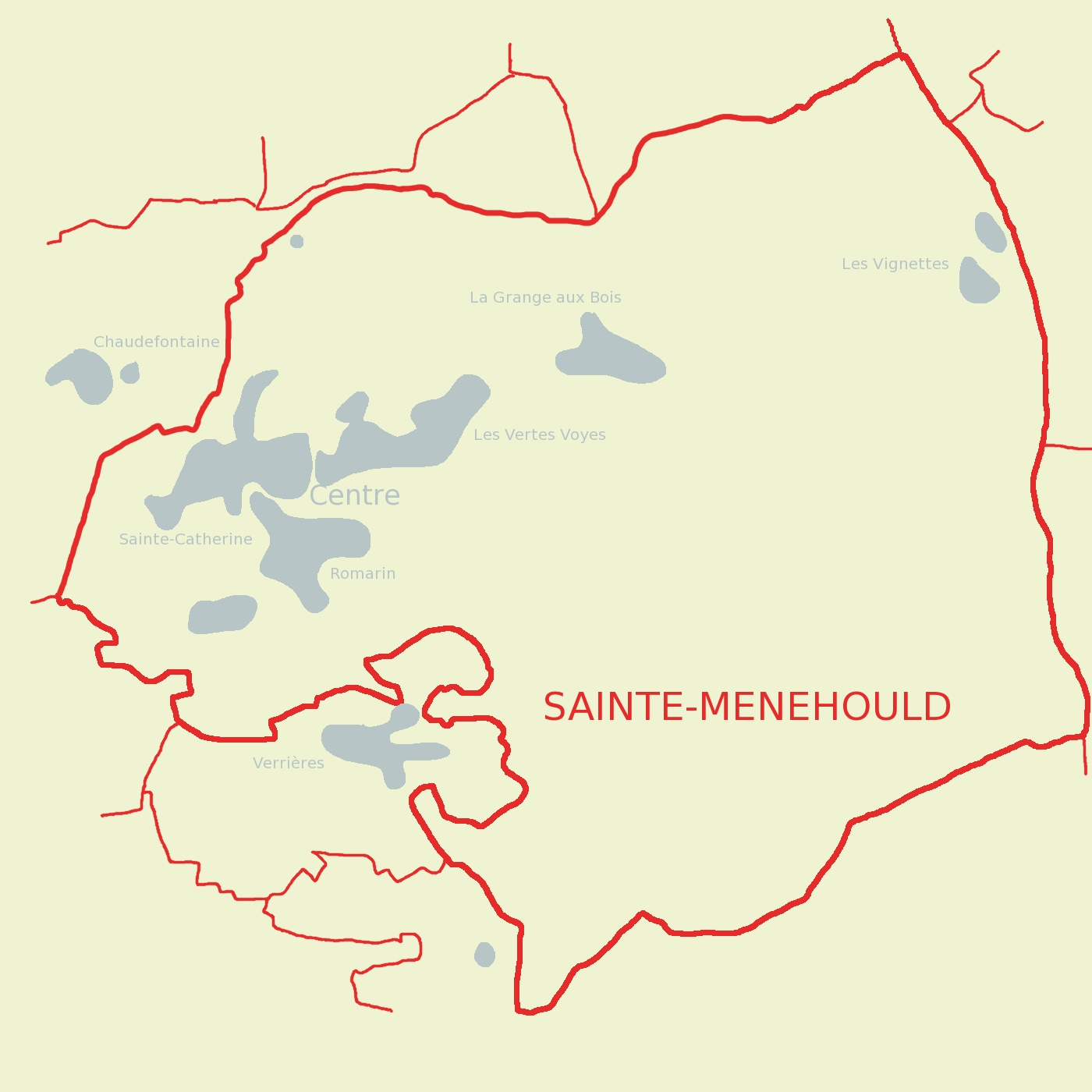
Carte de Sainte-Menehould présentant les différents quartiers.

### Lieux-dits, écarts et quartiers
Autour du centre surplombé par la butte de Gaize s'étendent les quartiers Sainte-Catherine à l'ouest et du Romarin au sud. Les quartiers ou écarts des Vertes Voyes, de la Grange aux Bois et de La Vignette prolongent l'habitat vers l'est.
Le premier de ces quartiers résulte d'une expansion récente de l'urbanisation vers l'est et abrite le lycée et un habitat pavillonnaire, tandis que le second provient d'un peuplement plus ancien puisqu'il s'agit d'un village fusionné dans la commune de Sainte-Menehould à la fin du XVIIIe siècle.
La Grange aux Bois, avec une altitude de 218 mètres, correspond au point culminant de l'habitat ménéhildien, et accueille à ce titre le château d'eau. La Vignette est limitrophe de l'agglomération des Islettes dans le département de la Meuse.

### Morphologie urbaine
La commune présente un habitat très groupé, avec de nombreuses constructions à proximité du centre-ville et le long d'un axe est-ouest, c'est-à-dire à l'ouest et au centre du territoire. Cette centralité et linéarité résidentielles s'opposent à un vide d'habitations dans la forêt d'Argonne, mais aussi au sud, au nord et à l'est du territoire communal.

## Toponymie

### Orthographe du nom
L'orthographe du nom de la ville selon l'Insee est sans accent, alors que le site de la ville écrit « Ménehould ». Les gens du cru prononcent « Menou » ou plus rarement « Sainte-Menou ». Ses habitants sont appelés les « Ménehildiens ».

### Anciens noms
Claude Buirette prouve que Sainte-Menehould ne correspond pas à l'ancienne étape romaine d'Auxuenna.
Dom Le Long puis Buirette de Verrières avancent que Sainte-Menehould portait au début du Moyen Âge le nom d'Astenai. Buirette montre à l'aide de la chronique de Signi (939) que la ville ne fut que le siège de l'archidiaconé d'Astenai et ne portait pas ce nom. La ville porta le nom de Stadunum qui signifie "halte au mont" à cause des différentes voies y menant. À l'époque gallo-romaine, en particulier à l'époque de la Ménehould, la ville est dénommée Château-sur-Aisne ou Châteauneuf-sur-Aisne. Castra Conthense
La ville porta sans doute le nom de Sante-Menehould (Sanctá-Menehilde) en l'honneur de la sainte du perthois dont les reliques furent déposée en la ville et fut orthographié Sancta Manehout en 1148, Sancta Manehuldis en 1152, Santenmanehot, Sancta Manehot en 1154, Sancta Maneolt en 1165., Sancta Menoldis en 1172, Sancta Manehyldisen 1200, Sainte-Menehoste en 1285.Sainte-Meneheust en 1326, Saincte-Menoult en 1484, Saint-Emenou en 1512, Sainte-Mannehould en 1602, Sainte-Menhou en 1723 ou sous la Révolution française, la commune porta le nom de Montagne-sur-Aisne.

### Sainte Ménehould
Le nom de la ville rend hommage à Ménehould, sainte du Ve siècle originaire de la région. Née à Perthes, elle vécut avec ses sœurs dans de petites communautés de vie évangélique, se consacrant à la prière et au service des malades. Elle mourut à Bienville où elle fut inhumée en 490. Grâce à sa réputation de sainteté, elle devint patronne de plusieurs églises et donna son nom à la capitale de l’Argonne, où fut transférée une importante relique de la sainte en 1379.

## Histoire

### Antiquité
Adrien de Valois, repris par de nombreux historiens avance l'hypothèse selon laquelle Sainte-Menehould correspondrait à Auxuenna, une étape sur la route militaire des Romains, à l'endroit où celle-ci traverse l'Aisne. Claude Buirette réfute cette hypothèse dans son Histoire de la ville de Sainte-Ménehould et de ses environs et démontre d'après divers écrits qu'Auxuenna correspond à l'actuelle Vienne-la-Ville, au nord de Sainte-Menehould. Cependant, le chemin traverserait ou passerait non loin du territoire actuel de la commune puisqu'une partie de l'itinéraire se situerait « dans la contrée de bois appelée la Grange-aux-Bois ».

### Un rocher au milieu d'une plaine: les débuts de l'occupation du lieu
Les origines de la ville sont incertaines ; la situation de ce rocher, seul relief au milieu d'une plaine marécageuse, en fit probablement un lieu de culte païen avant la christianisation. Celui-ci était peut-être dédié à Isis ou plus probablement à Diane. Ensuite, la position militairement favorable de cette butte, permit la construction d'une forteresse, appelée Château-d'Aisne (Castrum Axonae), puis d'un village sur les bords de l'Auve, en amont du confluent avec l'Aisne. Au Ve siècle, Ménehould y séjourna, et serait parvenue à enrayer une épidémie qui dévastait la région. C'est à cette époque que fut fondé l'hôpital ou hospice.

### Au Moyen Âge: la cité se développe
Au VIe siècle, Sainte-Menehould appartenait au Perthois et était enclavée dans le comté d'Astenois. C'était également la principale ville de la province de l'Argonne, qui connaissait un développement considérable, avec un développement de l'agriculture et donc un déboisement de la forêt aux alentours. En 575, à la suite des divisions entre les enfants de Clotaire, la ville subit la guerre et les pillages ; le château la surplombant fut endommagé. Près d'un siècle plus tard, Dreux ou Drogon, fils de Pépin de Herstal, reconstruisit le château, le fortifia, érigea un grand donjon ; la ville fut également dotée de petites fortifications. En 741, le prince Grippon ou Griffon fut emprisonné dans le château.
En 853, les habitants obtinrent l'autorisation d'ériger une église dont ils souhaitaient qu'elle soit située au centre de la ville, plus peuplé, sur les bords de l'Auve, mais qui fut construite à l'extrémité de la butte accueillant le château. Cette église subsista jusqu'au XIVe siècle ; cependant, il fut nécessaire d'en construire une nouvelle au bourg à la fin du IXe siècle. En 986, Louis V et sa mère la reine Emma traversèrent la ville sans s'arrêter.
Sainte-Menehould, notamment du fait de sa position proche de la frontière entre le royaume de France (Champagne) et l'Empire (Lorraine, Barrois), et aussi à cause des rivalités entre princes laïques et ecclésiastiques, est l'enjeu de guerres féodales ravageuses. Ainsi en 1038, le comte Valéran, lieutenant de Gozelon, duc de Basse et de Haute-Lorraine (Lotharingie), assiégea Sainte-Menehould qui appartenait au comte de Rethel, allié de Eudes, comte de Champagne. Les agresseurs étaient peu nombreux ; les habitants se réfugièrent dans le château munis de vivres assez nombreux. Le cinquième jour du siège, un habitant blessa grièvement Valéran à l'aide d'une flèche tirée du sommet des remparts, et le siège fut levé. Les comtes de Rethel se réconcilièrent ensuite avec les ducs de Lorraine : Manassès III épousa sans doute Judith, fille du duc Godefroid le Barbu.
Dans la deuxième moitié du XIe siècle, Sainte-Menehould appartenait au comte Manassès III. Prédateurs redoutables, les comtes de Rethel menaient des luttes incessantes contre les évêques de Verdun. Mais en 1065, les habitants préférèrent se soumettre à l'évêque Théodoric/Thierry (1047-89) plutôt que de soutenir un siège. Ils échappèrent ainsi aux sacs de la ville et du château, comme ce fut le cas à Sampigny. Durant cette fin de XIe siècle et au cours du XIIe siècle, il y eut dans la région de Sainte-Menehould de nombreuses fondations de monastères.

### Le temps des croisades

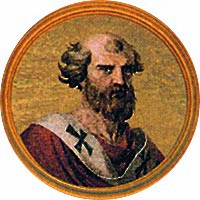
Le pape Célestin II.

Durant la deuxième croisade, vers 1143, de nombreux seigneurs s'absentèrent de leurs terres pour participer aux combats, ainsi qu'Adalbéron III, évêque de Verdun. Un certain Albert Pichot, surnommé « le Bâtard », gouverneur brigand de Sainte-Menehould, profita de ces absences pour piller, avec Robert de Conflans, les villages entre Verdun et Sainte-Menehould. L'évêque Adalbéron, arrivé à Rome, fut renvoyé dans son diocèse par le  pape Célestin II pour y ramener l'ordre. Aidé de ceux de ses vassaux qui étaient encore présents ainsi que d'habitants excédés, il piégea Albert Pichot dans un défilé et le fit prisonnier. Son butin fut récupéré et il fut emmené à Verdun : sa libération aurait été ensuite une des clauses du traité signé avec son allié Robert de Conflans.
Albert Pichot s'associa ensuite avec le comte de Chartres (Thibaud V comte de Blois, fils et frère cadet des comtes de Champagne Thibaud le Grand et Henri Ier ?) pour piller le diocèse de Châlons. Vers 1181, bien que commençant à être âgé, il rassemble une petite armée et s'élança vers Verdun. L'évêque, Arnoul de Chiny, l'attaqua avec ses alliés, le repoussa jusqu'à Sainte-Menehould et fit le siège du château. Mais il fut tué par un trait d'arbalète tiré depuis le château le 14 août 1181, ce qui entraîna la levée du siège, comme en 1038. L'évêque de Châlons Guy III de Joinville était alors l'allié de l'évêque Arnould dans la lutte contre Albert.

### Propriété des comtes de Champagne depuis la fin duXIIesiècle
Sainte-Menehould devint propriété des comtes de Champagne à la fin du XIIe siècle. En 1201, la régente Blanche de Champagne accorda plusieurs libertés aux habitants de Sainte-Menehould, qui avaient auparavant un statut proche de celui de serf, créa un poste de prévôt et quatre postes d'échevins, élus par les bourgeois. En 1208, elle fit rénover la ville et lui donna une charte. Elle renforce les fortifications du château de la butte.
Sainte-Menehould fut peu de temps après dévastée par des épidémies de peste et de lèpre, maladies ramenées par les croisades du XIIe siècle. Mais ce ne fut pas la seule nouveauté venue de l'Orient : vers 1250, la vigne fit son apparition dans la ville et fructifia rapidement. Cependant, la vigne fut domestiquée au nord de l’Europe, sous l’influence des Romains, et jusqu’en Grande-Bretagne, vers 500 avant notre ère. Le sud de la France cultivait la vigne entre 1000 et 500 avant notre ère. La vigne domestiquée et le vin n'étaient donc pas des nouveautés.

### Possession du royaume de France à la fin duXIIesiècle
À la suite d'un mariage puis aux décès de divers souverains, Sainte-Menehould fut rattachée à la couronne de France en 1284 ou 1285. À la fin, il y eut un conflit territorial entre le roi de France et le comte de Bar, qui contestait la Biesme comme limite entre ses possessions et le royaume de France. En 1342, un grenier à sel fut implanté dans la ville, qui devint rapidement l'un des plus importants de Champagne. La peste fit son retour en 1347, éliminant le tiers de la population de Sainte-Menehould. Grâce au roi Charles V, la ville fut enfin pavée en 1372, ce qui aida à faire face aux inondations.
Le 14 octobre 1379, des reliques de sainte Ménehould sont transférées à l'église de Sainte-Menehould. En cette fin de XIVe siècle, la ville est coincée entre deux rochers et des marais, ce qui gêne son développement. Charles VI permit à la ville d'être fortifiée en 1398, car elle était souvent dévastée en raison de sa position frontalière avec les territoires allemands. Mais il chassa également la population juive de son royaume, et celle de Sainte-Menehould se réfugia à Metz, son départ provoquant une baisse de l'économie ménéhildienne pendant plusieurs années.

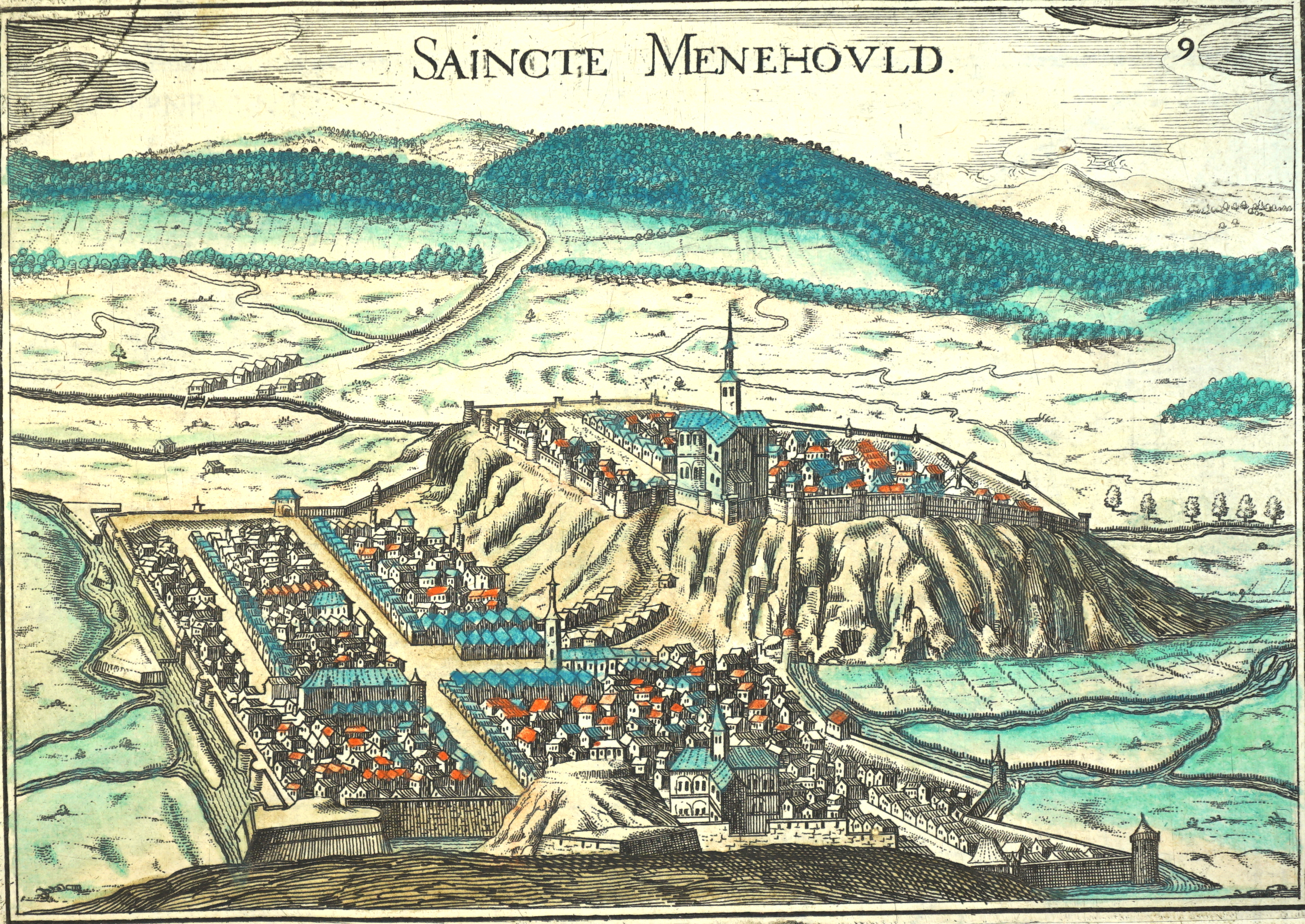
Sur un dessin de Christophe Tassin publié en 1634, bibliothèque Carnegie (Reims).

Dans les dernières années du règne de Charles VI et les premières de celui de Charles VII, la Champagne fut dévastée par les guerres entre français et Anglais. La ville tomba facilement aux mains de ceux-ci en 1428, la ville étant sans armes et sans troupes face à 3 000 assaillants. Près du tiers des habitants quitta la ville mais ils furent contraints d'y revenir, n'ayant aucun refuge. Sainte-Menehould fut reprise sans difficulté par le duc de Richemond en 1435, soit douze ans plus tard. Celui-ci administra ensuite la région, chassant de nombreux brigands.
Le traité de Saint-Maur (1465) donne la cité, en dot de sa fille Marie de Bourbon, au Duc Jean II de Lorraine.
Le bailliage de Sainte-Menehould, s'il il y en eut un, aurait été créé à la fin du XVIe siècle. En 1514, Claude Toignel, gouverneur de Sainte-Menehould, vendit sa grange et sa maison situées à l'est du territoire, en forêt d'Argonne, à deux cultivateurs sous réserve qu'ils construisissent deux maisons dans ce « coupe-gorge ». Ce hameau devint la Grange-aux-Bois, actuel quartier de la ville.
En 1545, François Ier demande à Martin du Bellay et à Girolamo Marini, commissaire-général des fortifications de Champagne, de renforcer les fortifications de la butte. Il fait ceindre d'eau la ville, la citadelle et les ouvrages avancés, creuser un canal dans lequel il fait couler l'Aisne. Aux trois anciennes portes de la ville, il en fait construire trois autres pour le château. Marini a surtout renforcé le rocher du château où il a fait construire six puissants bastions. Il a démoli une chapelle pour construire un cavalier dominant la ville. Un sous-ingénieur du nom de Mundos a dirigé le creusement de larges fossés autour de bastions du château. Ces anciens fossés, comblés aujourd'hui, ont pris le nom de Fossés-Mundos. François Ier a visité Sainte-Menehould en 1546 après être passé par Vitry-le-François. Le roi y a inspecté les travaux avant d'aller visiter les villes de la frontière, dont Villefranche-sur-Meuse.

### Époque moderne

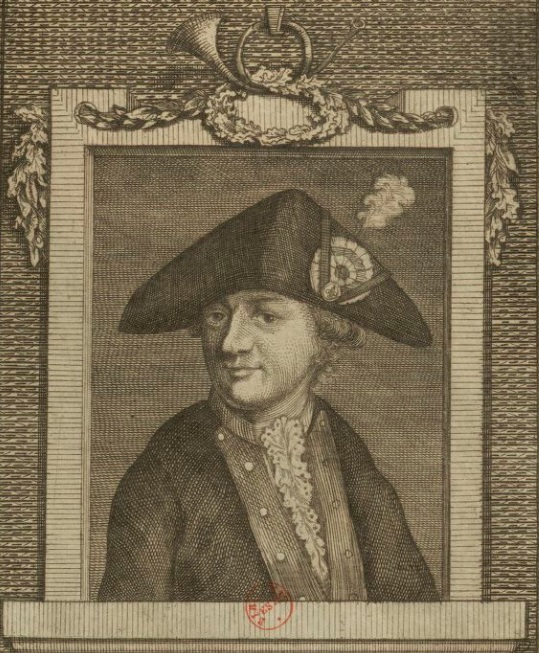
Jean-Baptiste Drouet.

Le 18 juin 1632, Mazarin - admis avec les ambassadeurs étrangers à suivre Louis XIII en Lorraine - reçoit la tonsure à Sainte-Menehould. C'est son ami le nonce Bichi qui lui coupe symboliquement quelques mèches de cheveux. La ville fut assiégée deux fois lors de la Fronde : en novembre 1652, les Frondeurs (parmi eux, Vauban, cadet au régiment de Condé) assiégèrent et prirent la ville ; le 25 novembre 1653, l’armée royale (avec Vauban encore, qui s’était rallié au roi) reprit la ville sous la direction du chevalier de Clerville. Louis XIV, qui participa au siège, est accueilli triomphalement par la population le 27, il assista au Te Deum dans l'église Notre-Dame du Château.
Une grande partie de la ville fut détruite en 1719 par un incendie. Elle fut reconstruite dans un style remarquable, en brique et gaize alternés, avec toit à la Mansard, à l’exemple de l’Hôtel de Ville, dont la première pierre fut posée en 1730.
Sainte-Menehould est également connue comme la ville où le roi Louis XVI de France a été reconnu lors de sa tentative de fuite. À la demande de la municipalité, Jean-Baptiste Drouet et Jean-Chrisosthome Guillaume se lancent à la poursuite des voitures et font arrêter le roi à Varennes-en-Argonne  le 21 juin 1791. Le 3 septembre 1792, le corps de Nicolas Beaurepaire, héros malheureux de la bataille de Verdun, est inhumé discrètement à Sainte-Menehould. Malgré sa panthéonisation officielle, il y est resté.

### Première Guerre mondiale

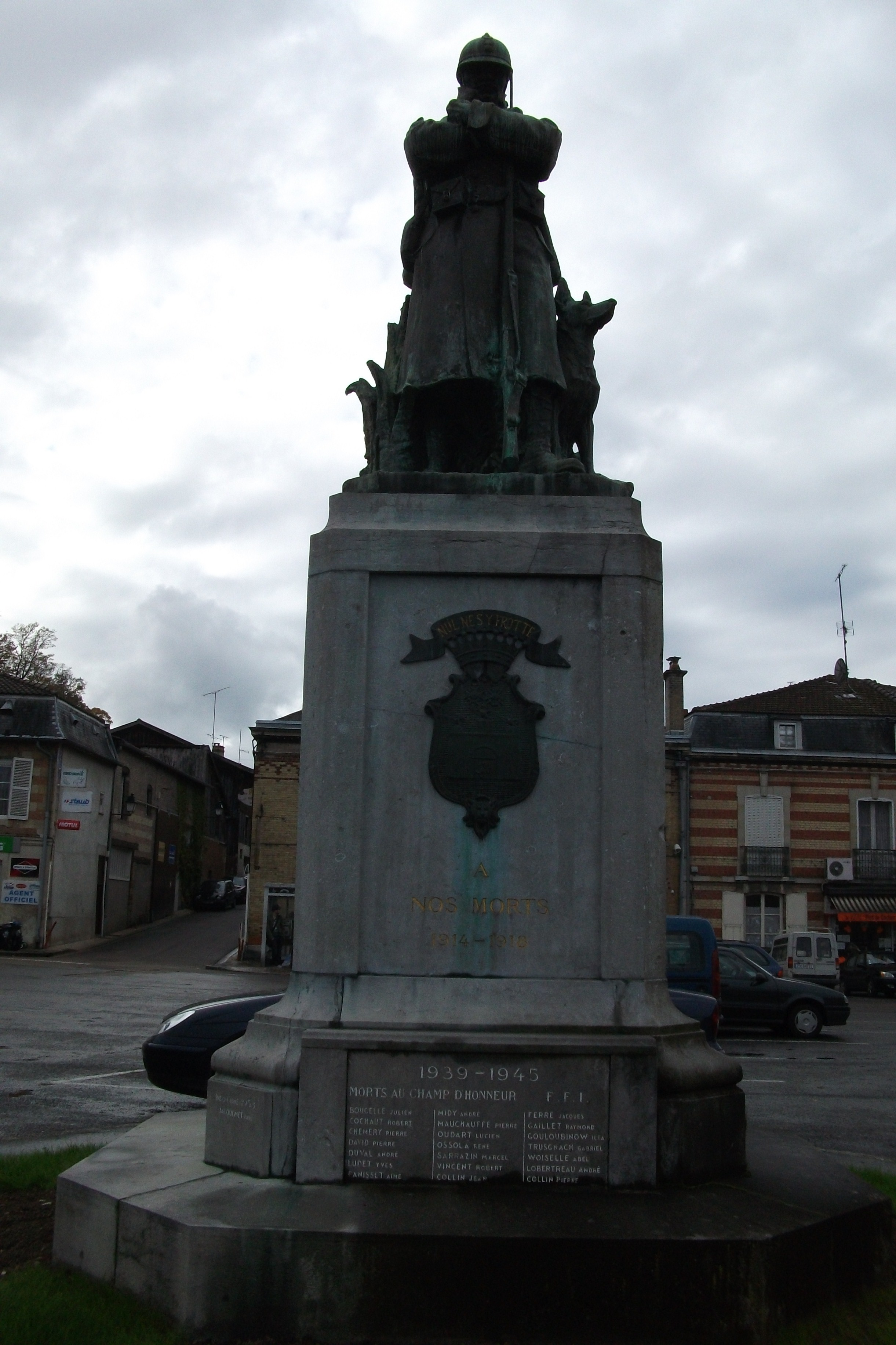
Le monument aux morts.

Le sixième régiment de Cuirassiers, basé à Sainte-Menehould depuis le XVIIe siècle, quitte le Quartier Valmy le 31 juillet 1914 pour prendre position. Il est composé de 33 officiers, 48 sous-officiers, 600 cuirassiers et presque 700 chevaux. Le 1er août 1914, la mobilisation générale est décrétée. La commune est occupée par l'armée allemande juste avant la bataille de la Marne, le 4 septembre 1914. Les premières troupes ennemies à entrer en ville sont des uhlans. Sainte-Menehould est désertée par une partie de la population. Les maisons abandonnées sont pillées, et la ville doit ravitailler les occupants. Le 15 septembre, à la suite d'une contre-offensive, les Allemands quittent la ville qui devient « ville de guerre ». À partir du mois de janvier 1915, Sainte-Menehould est le poste de commandement de la IIIe armée du général Sarrail. La ville subit son premier bombardement au canon le 26 avril 1915. Par la suite, des avions et des zeppelins prennent le relais. En septembre 1915, l'offensive en Champagne éloigne le front.
Durant cette guerre, Sainte-Menehould  n'est pas un lieu de combats. Le cimetière militaire qui y est hébergé accueille 5 400 tombes, occupées par des combattants tués en Argonne ou morts des suites de leurs blessures dans les hôpitaux de la ville : l'Hospice, les écoles. L'hôpital d'évacuation HOE 37 gère cinquante lieux (bâtiments et tentes).
Sainte-Menehould est également dans cette période un nœud ferroviaire important. Sa gare assure la liaison vers le sud (direction de Revigny-sur-Ornain) et est un point de passage de la ligne « stratégique » à double voie Châlons-sur-Marne - Verdun. Des travaux permettent à cet axe de contourner la ville. Les aménagements effectués lors de cette période dans la gare de Sainte-Menehould (quais et voies de garage) sont encore visibles au début du XXIe siècle.

## Politique et administration

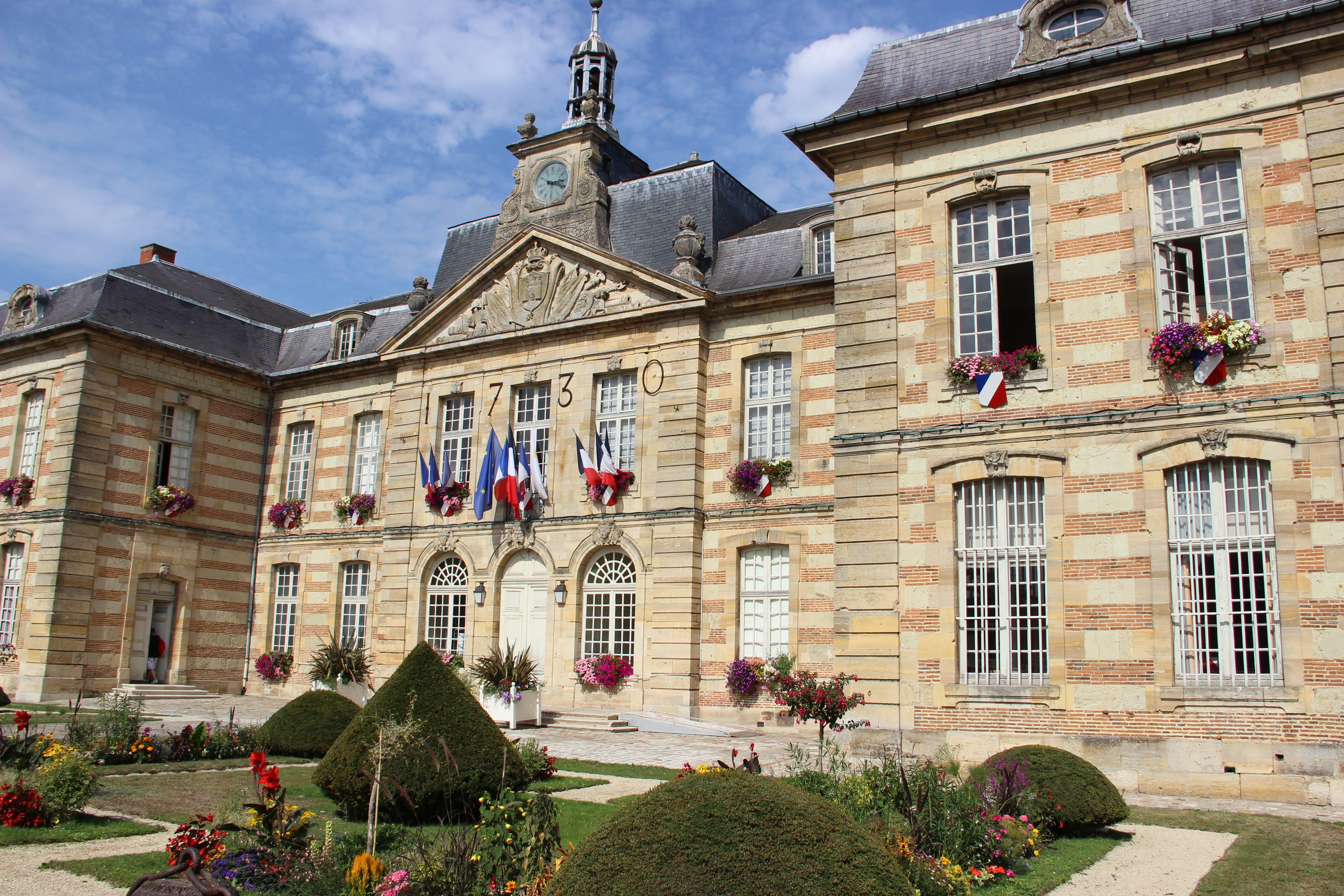
La mairie de Sainte-Menehould.

### Rattachements administratifs et électoraux
Rattachements administratifs et électoraux
La commune était jusqu'en 2017 le chef-lieu de l'arrondissement de Sainte-Menehould du département de la Marne. Par décret du 29 mars 2017, cet arrondissement  est supprimé. La commune  est alors intégrée le 31 mars 2017 à l'arrondissement de Châlons-en-Champagne.
Elle était  depuis 1793 le chef-lieu du canton de Sainte-Menehould. Dans le cadre du redécoupage cantonal de 2014 en France, cette circonscription administrative territoriale a disparu, et le canton n'est plus qu'une circonscription électorale.
Sainte-Menehould relève des juridictions du tribunal judiciaire de Châlons-en-Champagne, dans le ressort de la cour d'appel de Reims.
Rattachements électoraux
Pour les élections départementales, la commune est  depuis 2014 le bureau centralisateur du canton d'Argonne Suippe et Vesle
Pour l'élection des députés, elle fait partie de la quatrième circonscription de la Marne.

### Intercommunalité
La commune, antérieurement membre de la communauté de communes de la Région de Sainte-Menehould, est membre, depuis le 1er janvier 2014, de la communauté de communes de l'Argonne Champenoise.
En effet, conformément au schéma départemental de coopération intercommunale de la Marne du 15 décembre 2011, cette communauté de communes de l'Argonne Champenoise est issue de la fusion, au 1er janvier 2014, de : 
- la communauté de communes du Canton de Ville-sur-Tourbe ;
- de la communauté de communes de la Région de Givry-en-Argonne ;
- et de la CC de l'Argonne Champenoise.

Les communes isolées de Cernay-en-Dormois, Les Charmontois, Herpont et Voilemont ont également rejoint l'Argonne Champenoise à sa création.

### Tendances politiques et résultats
Sainte-Menehould est marquée à droite au niveau des résultats électoraux depuis 2002.
Au premier tour de l'élection présidentielle de 2002, les électeurs ménéhildiens votèrent à 23,80 % pour Jacques Chirac (19,88 % au niveau national), à 19,55 % pour Jean-Marie Le Pen (16,86 % au niveau national) et à 15,67 % pour Lionel Jospin (16,18 % au niveau national). Au second tour, Jacques Chirac recueillit 80,90 % des suffrages exprimés face à Jean-Marie Le Pen, moins que les 82,21 % au niveau national,.
Lors du premier tour des élections législatives de 2002, les électeurs ménéhildiens votèrent à 51,52 % pour Bruno Bourg Broc (UMP) (50,72 % dans la circonscription), et à 25,54 % pour Gérard Berthiot (22,56 % dans la circonscription), le premier des deux étant donc élu dès le premier tour,.
Au premier tour de l'élection présidentielle de 2007, Nicolas Sarkozy obtint 34,87 % des voix ménéhildiennes (31,18 % sur le plan national), Ségolène Royal 19,88 % des voix (25,87 % sur le plan national), François Bayrou 16,58 % (18,57 %) et Jean-Marie Le Pen 15,67 % (10,44 %). Au second tour, l'écart entre les candidats fut bien plus marqué que sur le plan national puisque Nicolas Sarkozy obtint 62,38 % des voix à Sainte-Menehould et 53,06 % sur tout le territoire,.
Lors du premier tour des élections législatives de 2007, les électeurs ménéhildiens votèrent à 41,78 % pour Benoist Apparu (UMP) (42,36 % dans la circonscription) et à 25,54 % pour Gérard Berthiot (27,65 % dans la circonscription). Au second tour, Benoist Apparu obtint 59,45 % des voix face à Gérard Berthiot (58,94 % dans la circonscription),.
Lors du premier tour des élections municipales de 2014 dans la Marne, la liste DVD menée par le maire sortant Bertrand Courot a obtenu la majorité absolue des suffrages exprimés, avec 1 278 voix (62,22 %, 22 conseillers municipaux élus dont 15 communautaires), devançant très largement la liste SE menée par Olivier Aimont  (776 voix, 37,77 %, 5 conseillers municipaux élus dont 3 communautaires).
Lors de ce scrutin, 31,32 % des électeurs se sont abstenus
La liste LREM menée par le maire sortant Bertrand Courot était la seule candidate aux élections municipales de 2020 dans la Marne. Elle a donc été élue dès le premier tour, obtenant 597 voix lors d'un scrutin marqué par la pandémie de Covid-19 en France où 73,30 % des électeurs se sont abstenus. 
Cette liste dispose donc des 27 conseillers municipaux, dont 21 communautaires, de la ville.

### Administration municipale
La commune de La Grange-aux-Bois a été rattachée à Sainte Menehould entre 1790 et 1794.
Compte tenu de l'importance de la populatiin de la commune, son conseil municipal est composé de 27 membres, dont le maire.

#### Liste des maires
| Période                                  | Période                       | Identité                                            | Étiquette                       | Qualité |
| ---------------------------------------- | ----------------------------- | --------------------------------------------------- | ------------------------------- | --- |
| Les données manquantes sont à compléter. |                               |                                                     |                                 | |
|                                          |                               | Maucler[pourquoi ?] mort à Sainte-Menehould en 1878 |                                 | |
| 1815                                     | 1837                          | Claude-Apollon Robinet                              |                                 | |
| 1867                                     |                               | M. Camille Margaine,                                | Gauche républicaine             | Officier de carrière puis fabricant de tuiles mécaniques Député de la Marne (1871 → 1888) Sénateur de la Marne (1888 → 1893) Conseiller général de Sainte-Menehould (1867 → 1893)                                                                    |
|                                          |                               | Alfred Autier                                       |                                 | Propriétaire Conseiller général de Sainte-Menehould (1893 → 1904) |
| 1903                                     | 1912                          | Paul Charles Bertrand                               | Républicains progressistes      | Notaire Conseiller général de Sainte-Menehould (1904 → 1910) |
| 1914                                     | 1915                          | Paul Charles Bertrand                               | Républicains progressistes      | Notaire Conseiller général de Sainte-Menehould (1904 → 1910) |
| Les données manquantes sont à compléter. |                               |                                                     |                                 | |
| avant 1915                               |                               | Adrien Moulin                                       |                                 | |
| vers 1922                                |                               | Mangin.                                             |                                 | |
|                                          | 1937                          | Charles Pougnant                                    | Radical-socialiste              | Professeur Conseiller général de Sainte-Menehould (1922 → 1944) |
| 1937                                     | 1945                          | Gaston Vatier                                       | Radical-socialiste              | |
| 1945                                     | 1959                          | Alix Buache                                         | Radical-socialiste              | |
| 1959                                     | 1976                          | Robert Lancelot                                     | DVD                             | Professeur, chef d'entreprise Conseiller général de Sainte-Menehould (1961 → 1976) |
| 1976                                     | 1977                          | Jean-Louis Pierre dit Méry                          |                                 | |
| 1977                                     | 2001                          | Robert Gautier                                      | PS                              | Professeur de mathématiques Conseiller général de Sainte-Menehould (1977 → 1985) |
| 2001                                     | En cours (au 2 décembre 2020) | Bertrand Courot                                     | RPR puis UMP puis UDI puis LREM | Délégué territorial de la CGPME Conseiller général de Sainte-Menehould (2004 → 2011) Président de la CC de la Région de Sainte-Menehould (2001 → 2013) Président de la CC de la Région de Sainte-Menehould (2014 → ) Réélu pour le mandat 2020-2026, |

### Sécurité
En 2010, Sainte-Menehould est le siège d'une communauté de brigades et d'une brigade de proximité de gendarmerie. La section de l'autoroute A4 qui traverse la commune est en revanche prise en charge par le peloton motorisé de Sainte-Ménehould appelé PMo.

### Jumelages
La ville de Sainte-Menehould est jumelée : 
- avec la ville allemande de Bruchsal depuis 1965[O 4].
- avec la ville écossaise de Cupar

La ville de Sainte-Menehould est jumelée avec la compagnie de commandement et de logistique du 132e régiment d'infanterie cynotechnique de Suippes.

## Population et société

### Démographie

#### Évolution démographique
L'évolution du nombre d'habitants est connue à travers les recensements de la population effectués dans la commune depuis 1793. Pour les communes de moins de 10 000 habitants, une enquête de recensement portant sur toute la population est réalisée tous les cinq ans, les populations de référence des années intermédiaires étant quant à elles estimées par interpolation ou extrapolation. Pour la commune, le premier recensement exhaustif entrant dans le cadre du nouveau dispositif a été réalisé en 2006.

En 2022, la commune comptait 4 166 habitants, en évolution de +1,36 % par rapport à 2016 (Marne : −1,19 %, France hors Mayotte : +2,11 %).
| 1793  | 1800  | 1806  | 1821  | 1831  | 1836  | 1841  | 1846  | 1851  |
| ----- | ----- | ----- | ----- | ----- | ----- | ----- | ----- | ----- |
| 3 168 | 3 394 | 3 565 | 3 881 | 3 906 | 3 962 | 4 131 | 4 133 | 4 347 |

| 1856  | 1861  | 1866  | 1872  | 1876  | 1881  | 1886  | 1891  | 1896  |
| ----- | ----- | ----- | ----- | ----- | ----- | ----- | ----- | ----- |
| 3 968 | 4 135 | 4 170 | 3 108 | 4 286 | 4 644 | 4 442 | 5 298 | 5 317 |

| 1901  | 1906  | 1911  | 1921  | 1926  | 1931  | 1936  | 1946  | 1954  |
| ----- | ----- | ----- | ----- | ----- | ----- | ----- | ----- | ----- |
| 4 990 | 4 992 | 5 030 | 4 110 | 4 617 | 4 234 | 4 430 | 4 028 | 3 981 |

| 1962  | 1968  | 1975  | 1982  | 1990  | 1999  | 2006  | 2011  | 2016  |
| ----- | ----- | ----- | ----- | ----- | ----- | ----- | ----- | ----- |
| 4 270 | 5 392 | 5 772 | 5 667 | 5 177 | 4 979 | 4 662 | 4 390 | 4 110 |

| 2021  | 2022  | - | - | - | - | - | - | - |
| ----- | ----- | - | - | - | - | - | - | - |
| 4 166 | 4 166 | - | - | - | - | - | - | - |

#### Pyramide des âges
La population de la commune est relativement âgée.
En 2018, le taux de personnes d'un âge inférieur à 30 ans s'élève à 30,0 %, soit en dessous de la moyenne départementale (36,9 %). À l'inverse, le taux de personnes d'âge supérieur à 60 ans est de 35,4 % la même année, alors qu'il est de 25,3 % au niveau départemental.
En 2018, la commune comptait 1 926 hommes pour 2 224 femmes, soit un taux de 53,59 % de femmes, légèrement supérieur au taux départemental (51,6 %).
Les pyramides des âges de la commune et du département s'établissent comme suit.
| Hommes | Classe d’âge | Femmes |
| ------ | ------------ | ------ |
| 1,5    | 90 ou +      | 3,3    |
| 9,8    | 75-89 ans    | 15,0   |
| 19,6   | 60-74 ans    | 20,9   |
| 19,4   | 45-59 ans    | 18,2   |
| 16,5   | 30-44 ans    | 15,4   |
| 16,2   | 15-29 ans    | 12,9   |
| 17,0   | 0-14 ans     | 14,3   |

| Hommes | Classe d’âge | Femmes |
| ------ | ------------ | ------ |
| 0,6    | 90 ou +      | 1,8    |
| 6,5    | 75-89 ans    | 9,2    |
| 16,5   | 60-74 ans    | 17,8   |
| 19,7   | 45-59 ans    | 19,1   |
| 18,6   | 30-44 ans    | 17,5   |
| 19,9   | 15-29 ans    | 18,2   |
| 18,2   | 0-14 ans     | 16,6   |

### Enseignement et éducation
Il existe à Sainte-Menehould deux écoles primaires et deux écoles maternelles. La ville accueille également deux établissements publics d'enseignement secondaire : le collège Jean-Baptiste-Drouet, qui accueillait 564 élèves lors de l'année scolaire 2009-2010,, et le lycée professionnel de l'Argonne, dont l'effectif était de 127 élèves durant la même année scolaire,.
La ville dispose d'un conseil municipal de jeunes.

### Santé

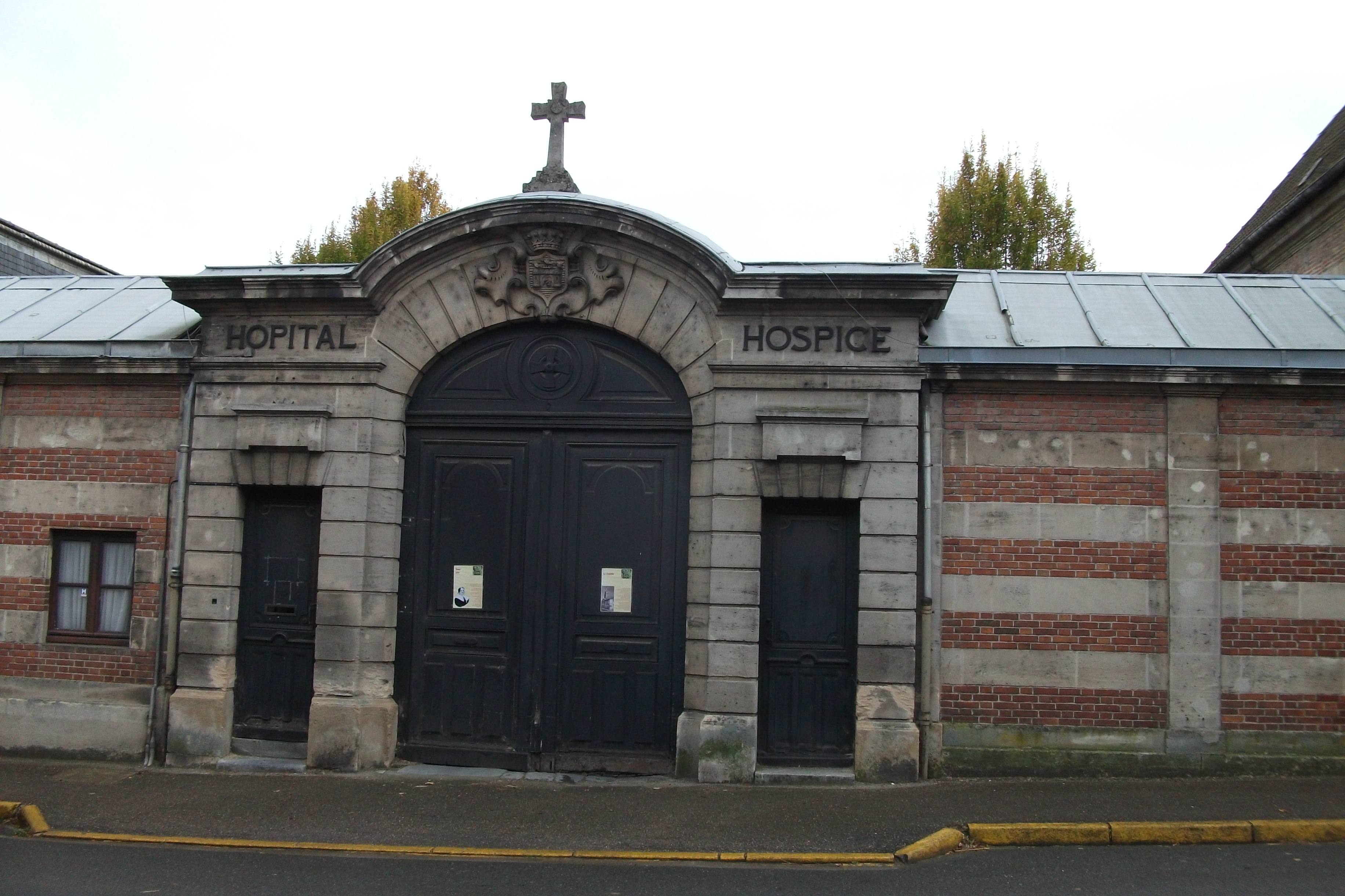
L'ancien hôpital de Sainte-Menehould.

La ville dispose d'un centre hospitalier. Celui-ci accueille des services d'urgences, une antenne du SMUR, de radiologie et de pharmacie, ainsi que des unités de soins et une maison de retraite.

### Sports
La forêt d'Argonne accueille des sentiers de randonnées pédestres et cyclable Sainte-Menehould est le point de départ du Trail de l'Argonne, qui se déroule en grande partie dans la forêt de la commune. Trois parcours de 12, 24 et 55 kilomètres composent l'épreuve 2011. La ville dispose par ailleurs de quatre terrains de football, de deux gymnases et d'un complexe sportif. Un complexe sportif et une base kayak sont en projet pour un coût respectif de 7,5 millions et 400 000 euros. Sainte-Menehould accueille également un club hippique depuis 1962.

### Médias
En 2010, la commune de Sainte-Menehould a été récompensée par le label « Ville Internet @@ ».
La ville édite également un bulletin municipal.
Le journal régional L'Union traite régulièrement de Sainte-Menehould.
La ville apparait dans la saison 16, épisode 5, de l'émission américaine "The Amazing Race" où les concurrents doivent se rendre dans la boulangerie "Defontaine" afin d'y récupérer une baguette contenant un indice permettant d'avancer dans le jeu.

### Cultes
La paroisse de Sainte-Menehould regroupe quatorze communes de l'Argonne, au sein du diocèse de Châlons-en-Champagne. Deux églises assurent le culte catholique à Sainte-Menehould.

## Économie

### Commerce et industrie

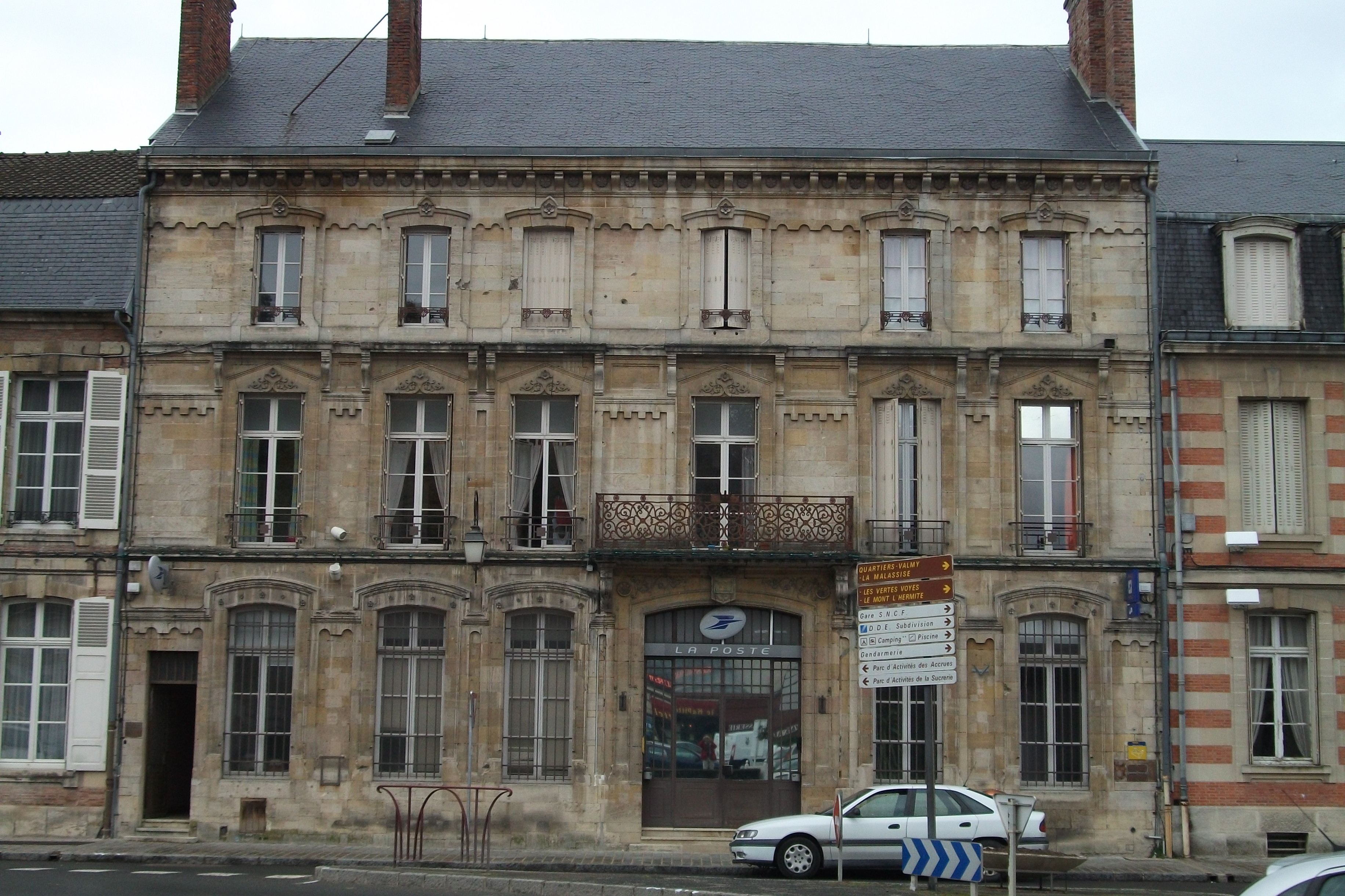
La poste.

La ville dispose d'une antenne de la Chambre de commerce et d'industrie de Châlons-en-Champagne.
Les principales industries de la ville sont Albéa, qui fabrique des emballages plastiques et emploie 418 personnes ; JPS connectic, qui fabrique des connecteurs et emploie 109 personnes ; et enfin Cotuplas (groupe Alcan), qui fabrique des machines et emploie 87 personnes.
La ville dispose d'une zone industrielle de 26 hectares, à proximité de la voie de chemin de fer, et d'une zone d'activités de 13 hectares jouxtant la sortie d'autoroute.
La ville de Sainte-Menehould accueille plusieurs centaines d'entreprises, dont près d'une centaine de commerces.

### Tourisme
Les principales attractions touristiques sont le patrimoine de la ville et la forêt de l'Argonne. Sainte-Ménehould abrite l'office de tourisme du Pays d'Argonne. La commune dispose d'un hôtel 0 étoile et de deux hôtels 2 étoiles, ainsi que d'un camping de 50 emplacements. Il est possible de visiter la ville à pédalo grâce au bras de l'Aisne qui entoure la butte de Gaize
Les résidences secondaires représentent une faible part des logements (1,3 % au recensement de 2007) et sont pour la plupart anciennes (66,7 % d'entre elles ont été construites avant 1949), le mouvement de construction n'ayant cessé de s'essouffler depuis cette date.

### Emploi et revenus de la population
En 2007, Sainte-Menehould comptait 1 985 actifs, ce qui représentait 71,6 % de la population de plus de 15 ans. Le taux de chômage a augmenté entre 1999 et 2007, passant de 5,8 % à 7,0 %. Les femmes étaient les plus touchées par le chômage (11,6 % en 1999, 11,4 % en 2007), tandis que le taux de chômage moindre des hommes augmentait, passant de 6,3 % en 1999 à 8,6 % en 2007. L'emploi y était très majoritairement salarié puisque seuls 8,8 % des habitants ayant un emploi n'étaient pas salariés. Les femmes étaient les plus touchées par les temps partiels.
Emplois par catégorie socioprofessionnelle en 2007

| Branche d'activité                                | Emplois ou statut | Part   |
| ------------------------------------------------- | ----------------- | ------ |
| Agriculteurs exploitants                          | 32                | 1,1 %  |
| Artisans, commerçants, chefs d'entreprise         | 188               | 6,6 %  |
| Cadres et professions intellectuelles supérieures | 233               | 18,2 % |
| Professions intermédiaires                        | 674               | 23,6 % |
| Employés                                          | 824               | 28,9 % |
| Ouvriers                                          | 903               | 31,6 % |
| Sources des données : INSEE (recensement 2007)    |                   |        |

En 2007, le revenu fiscal médian par ménage était de 15 507 €,
ce qui plaçait Sainte-Menehould au 20 994e rang  parmi les 30 714 communes de plus de 50 ménages en métropole.
La commune fait partie de la zone d'Indication Géographique Protégée (IGP) « Volailles de la Champagne ».

## Culture et patrimoine
La ville possède un patrimoine riche qui détient une place importante dans la culture marnaise. Sainte-Ménehould est également labellisée Petite Cité de Caractère, distinguant la qualité du patrimoine bâti et des aménagements publics, des animations et de l'accueil touristique.

### Patrimoine architectural

#### Monuments

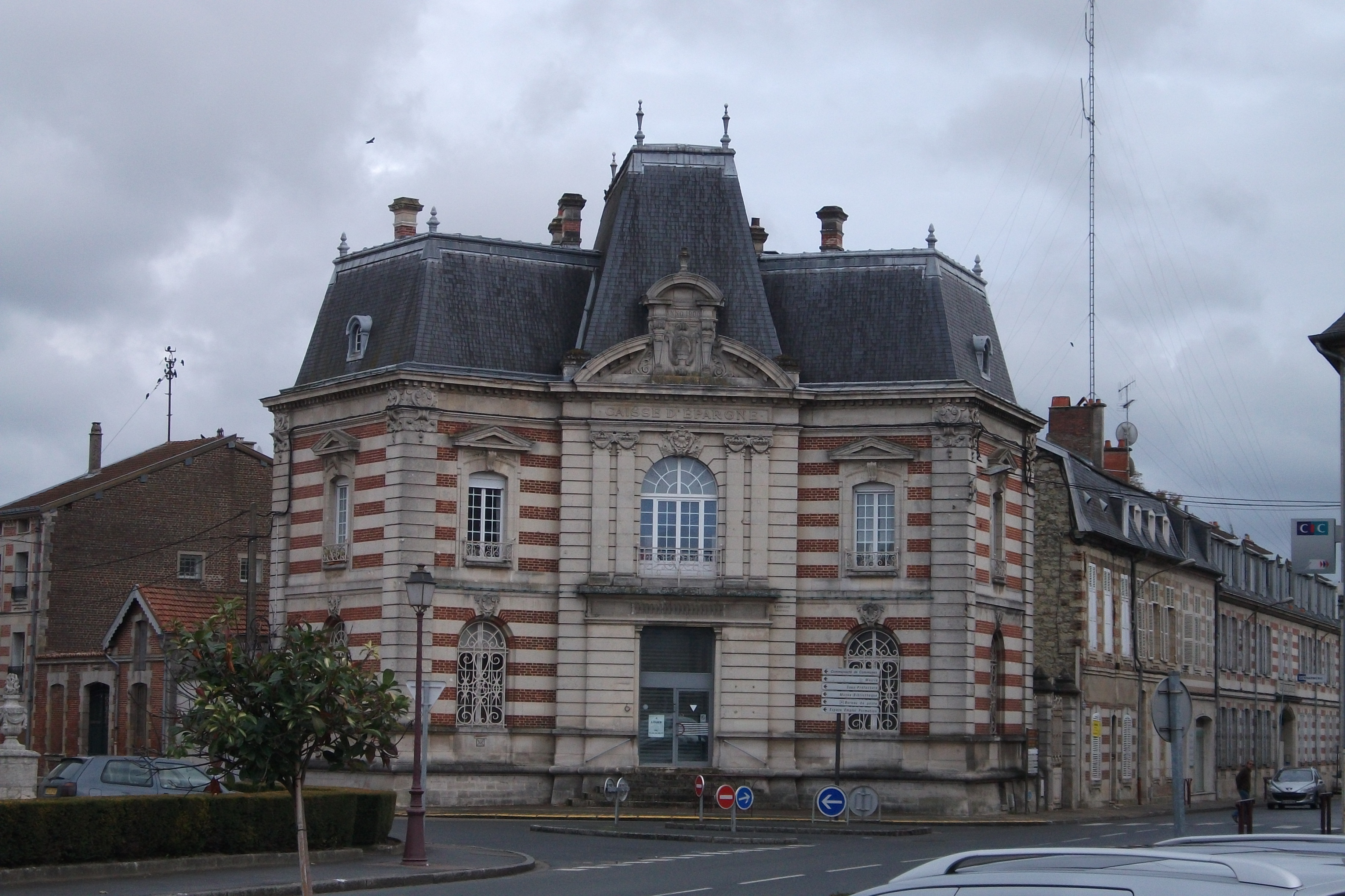
Ancienne Caisse d'Epargne, place du Général-Leclerc.

La ville ayant été en grande partie détruite par un incendie en 1719, il existe de nombreux édifices du XVIIIe siècle. De nombreux bâtiments et lieux de Sainte-Menehould sont classés monuments historiques ou disposent d'une notice sur la base Mérimée : la place d'Austerlitz, la façade et les toitures des bâtiments la jouxtant ; des immeubles de la place du Général-Leclerc ; l'ancienne usine pharmaceutique Géraudel, devenue école ; l'usine de chaussures fermée en 1975 ; les vestiges de la sucrerie ; l'hôtel de ville ; le château et son église ; l'ancienne verrerie ; l'ancienne tuilerie ; la faïencerie du XVIIIe siècle,.

#### Lieux de mémoire de la Grande Guerre
- Le monument aux morts de la Première Guerre mondiale[P 12] ;
- La ville abrite également une nécropole nationale où sont inhumés les restes de 5 700 soldats français tués au cours des Première et Seconde Guerre mondiale[67]

#### Édifices religieux
- Église Notre-Dame du château XIIIe siècle
- Église Saint-Charles XIXe siècle
- Chapelle Saint-Charles
- Chapelle des Vertes-Voyes
- Église Saint-Nicolas de la Grange-aux-Bois.
- Chapelle de l'ancien hôpital et hospice
- Chapelle du château (Château du Bois d'Épense)
- Statue de sainte Menehould

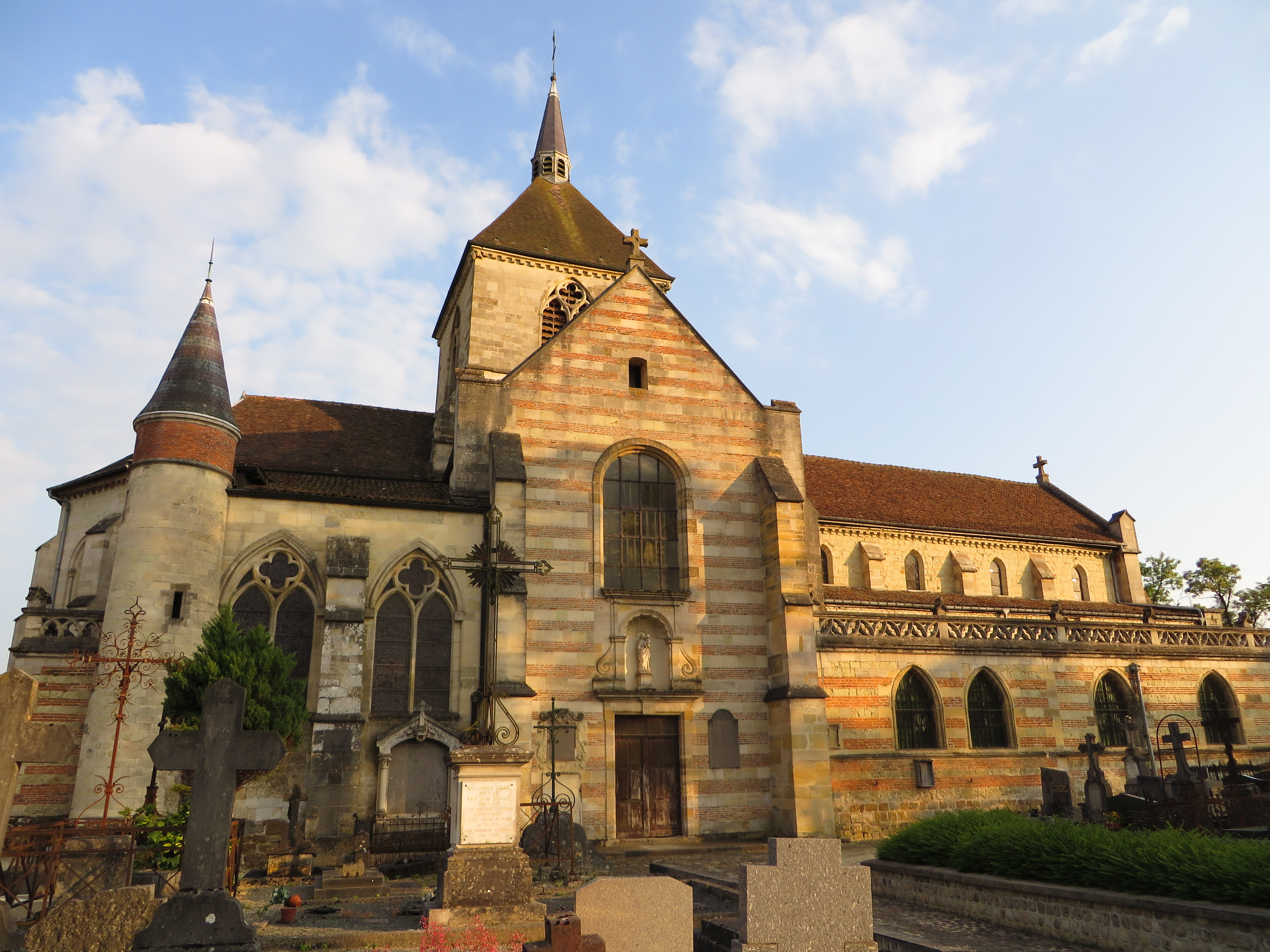
Église Notre-Dame du château.
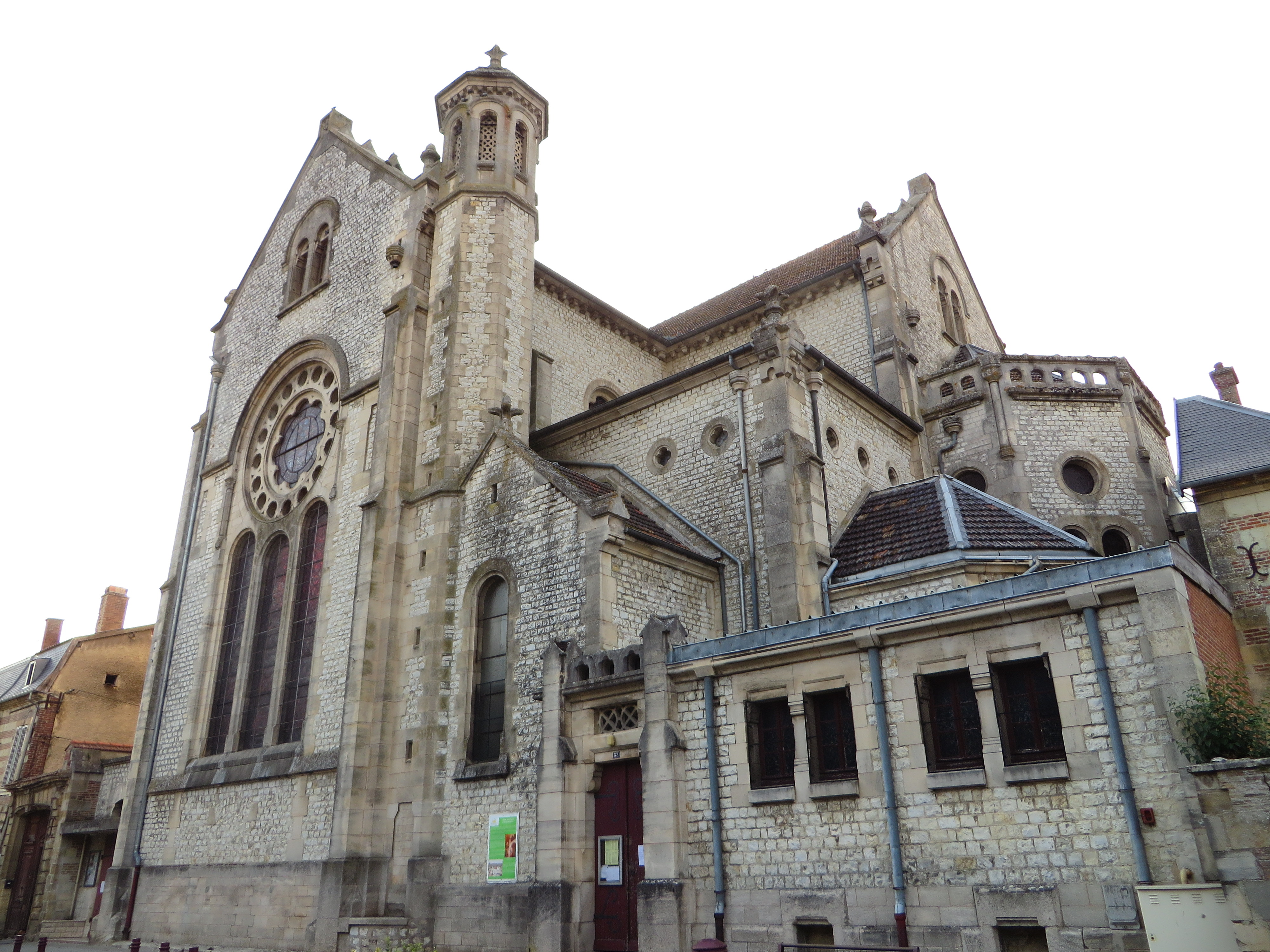
Église Saint-Charles.
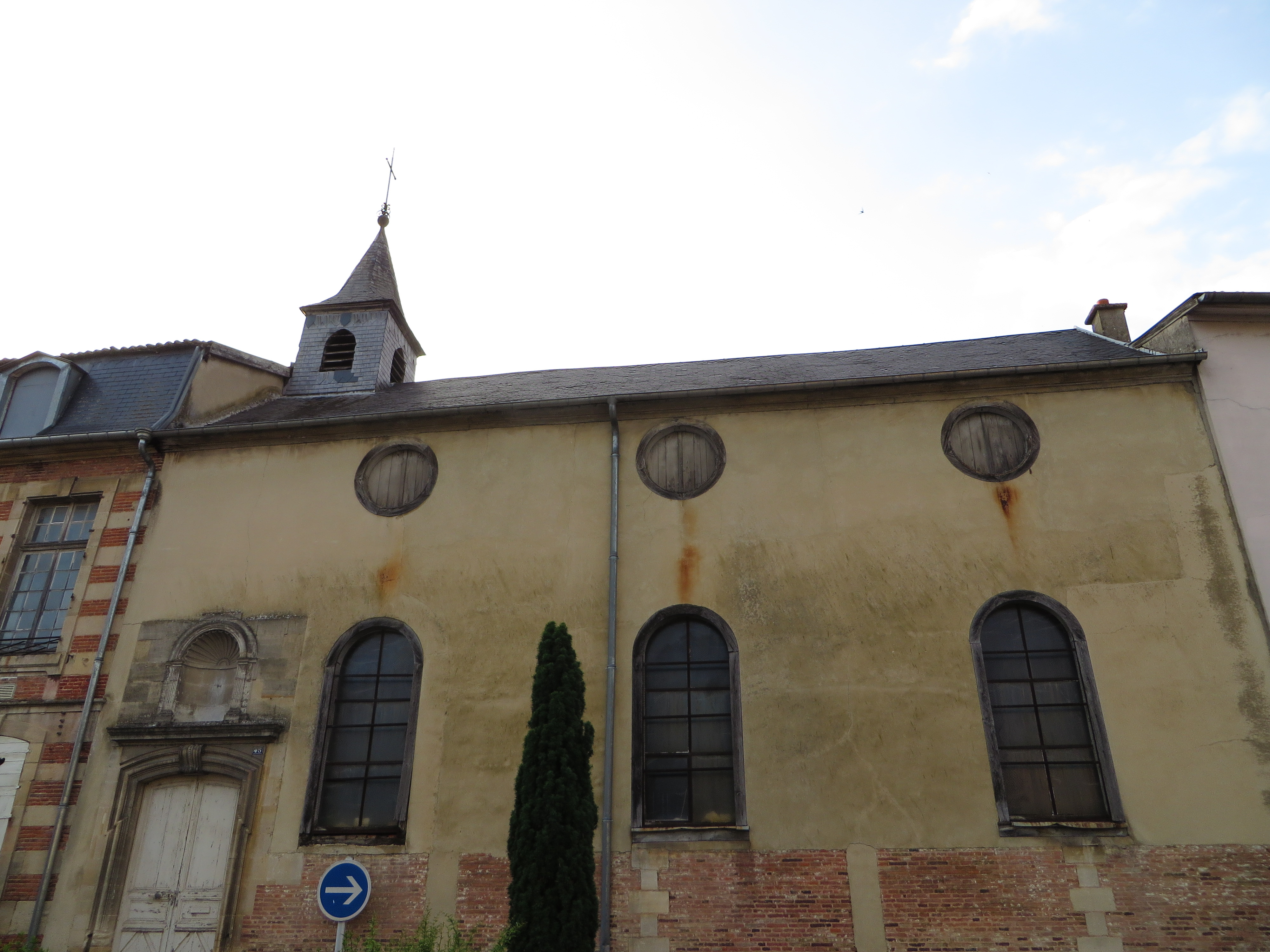
Chapelle Saint-Charles.
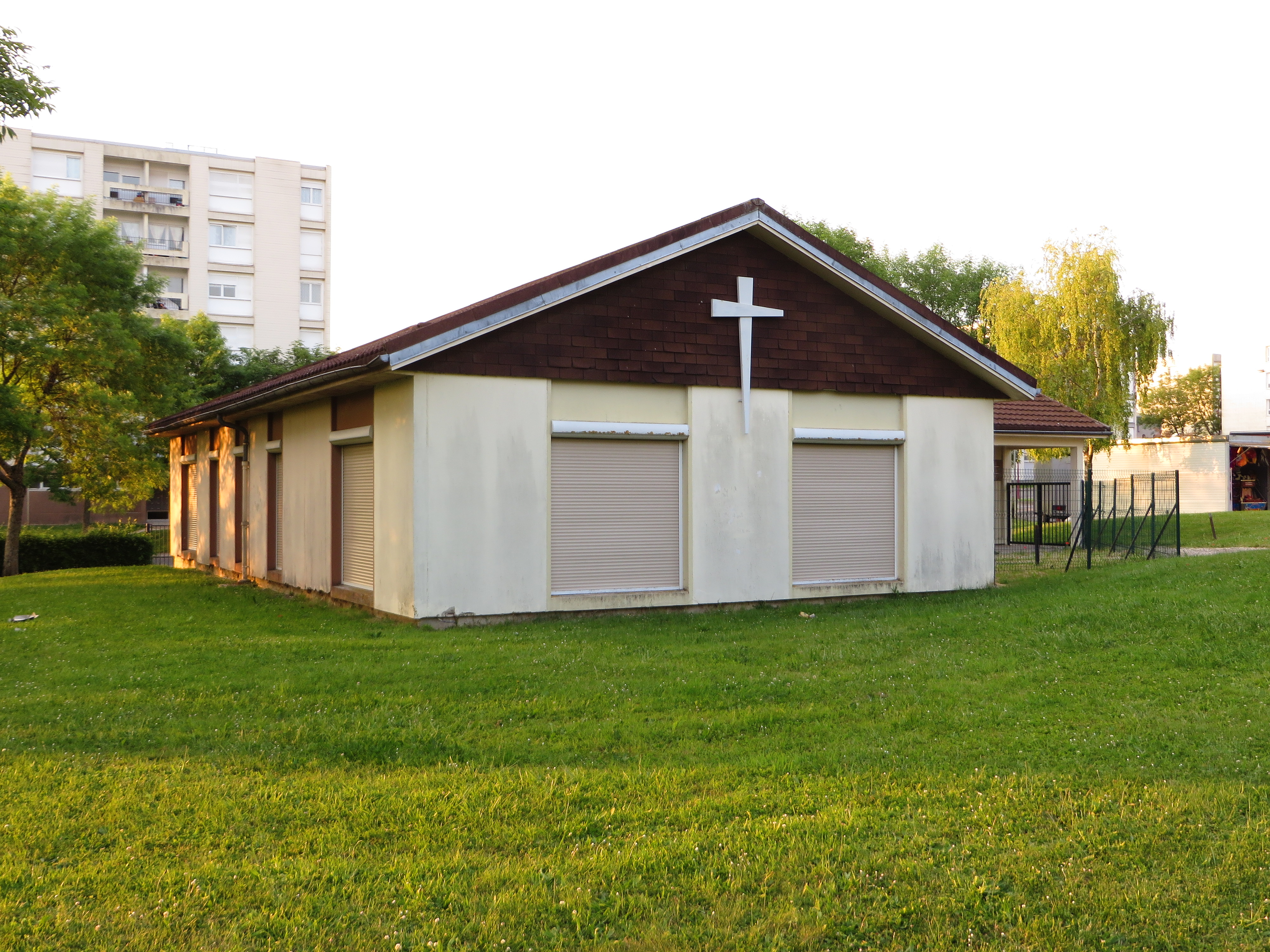
Chapelle des Vertes Voyes.
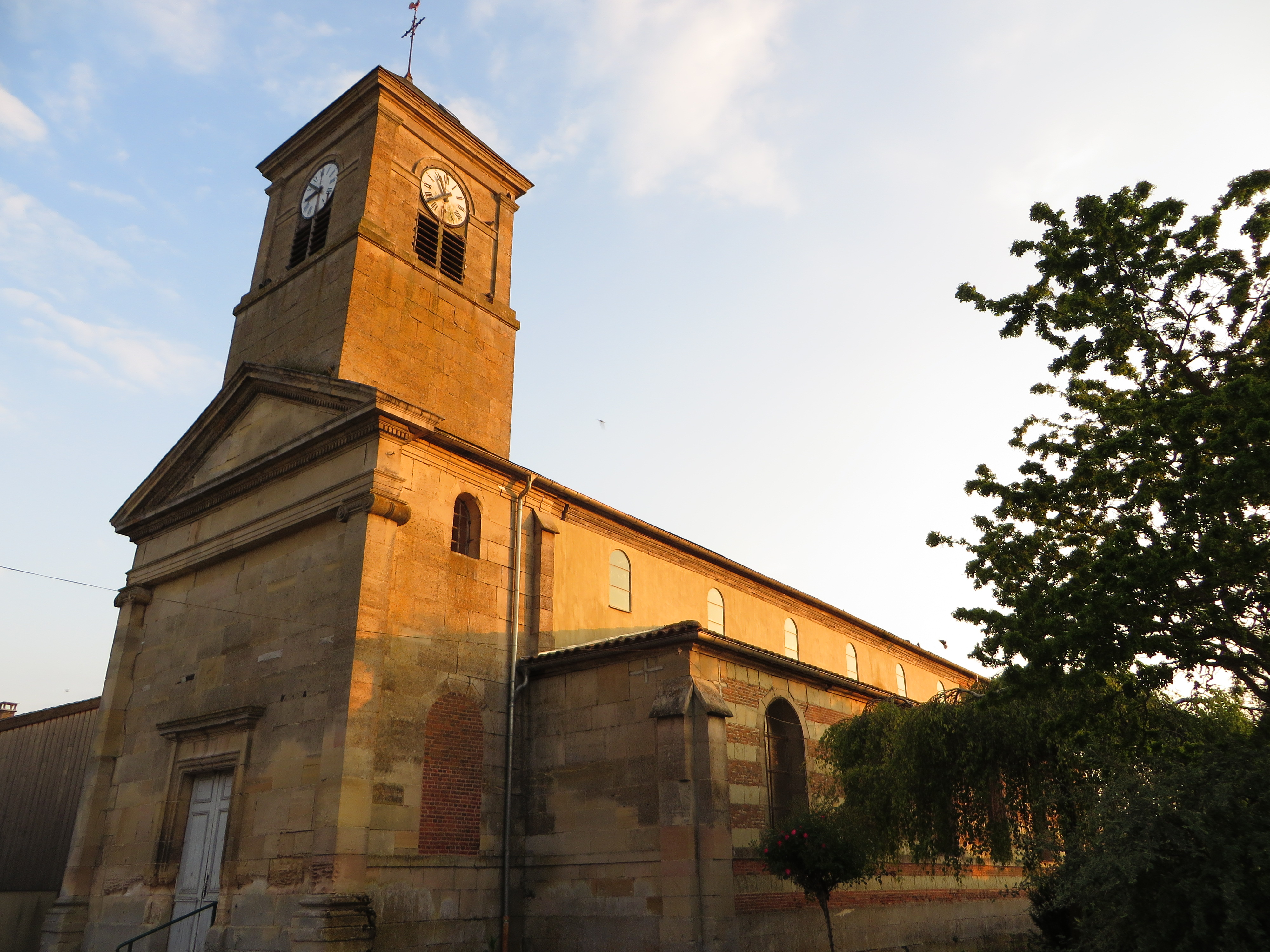
Église Saint-Nicolas à la Grange-aux-Bois.
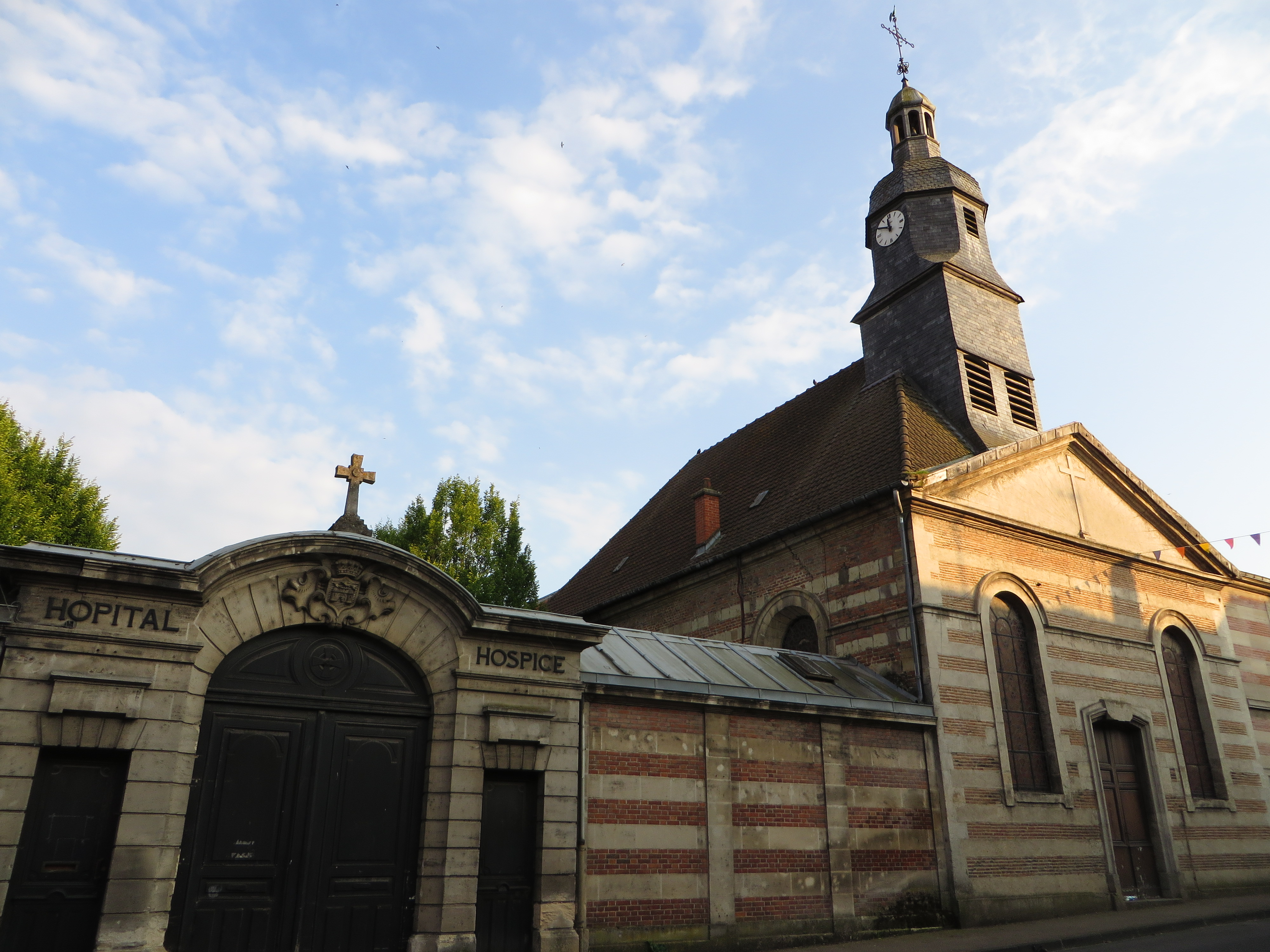
Chapelle de l'hospice.
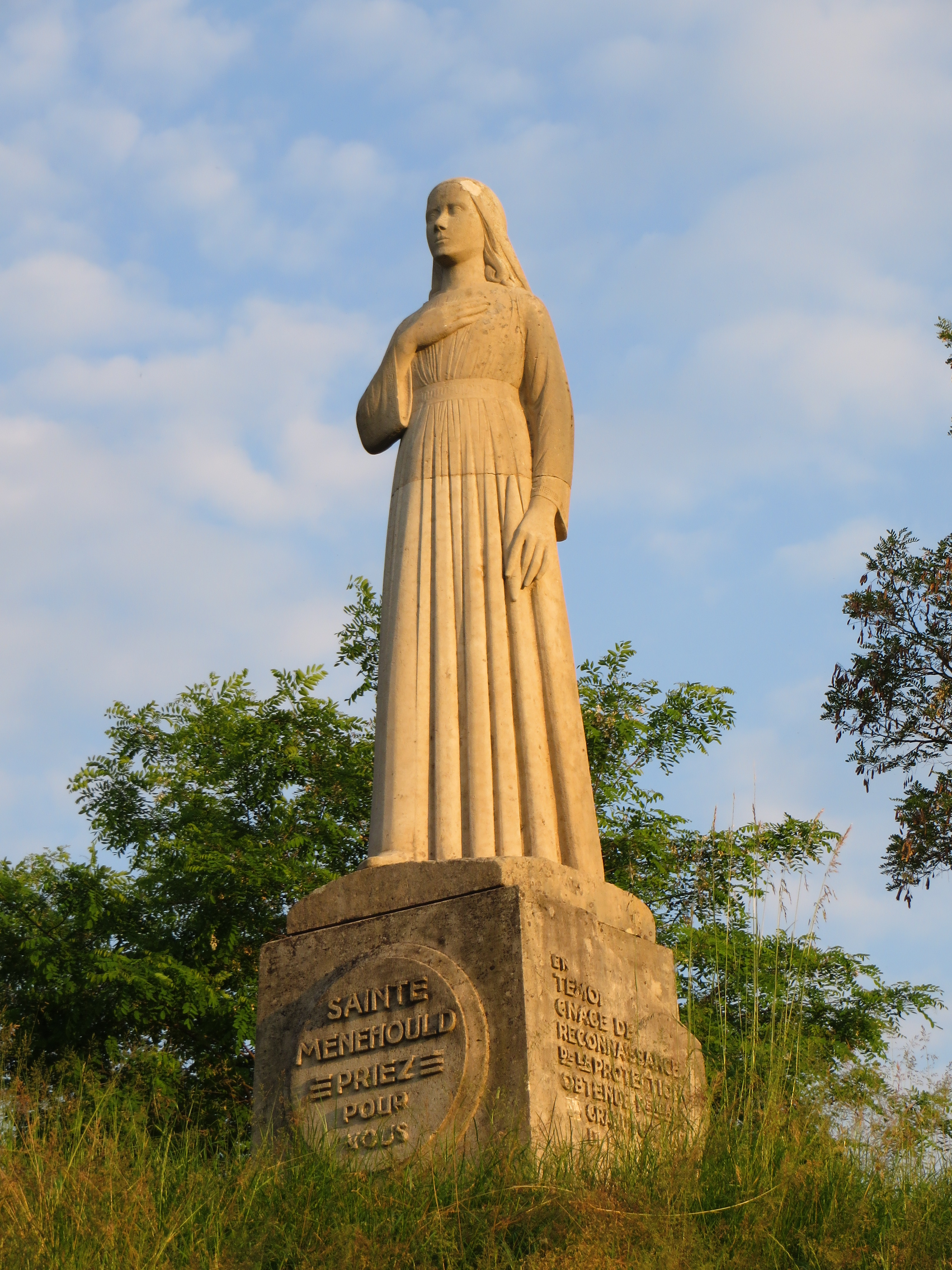
Statue de sainte Menehould.

### Patrimoine culturel et artistique

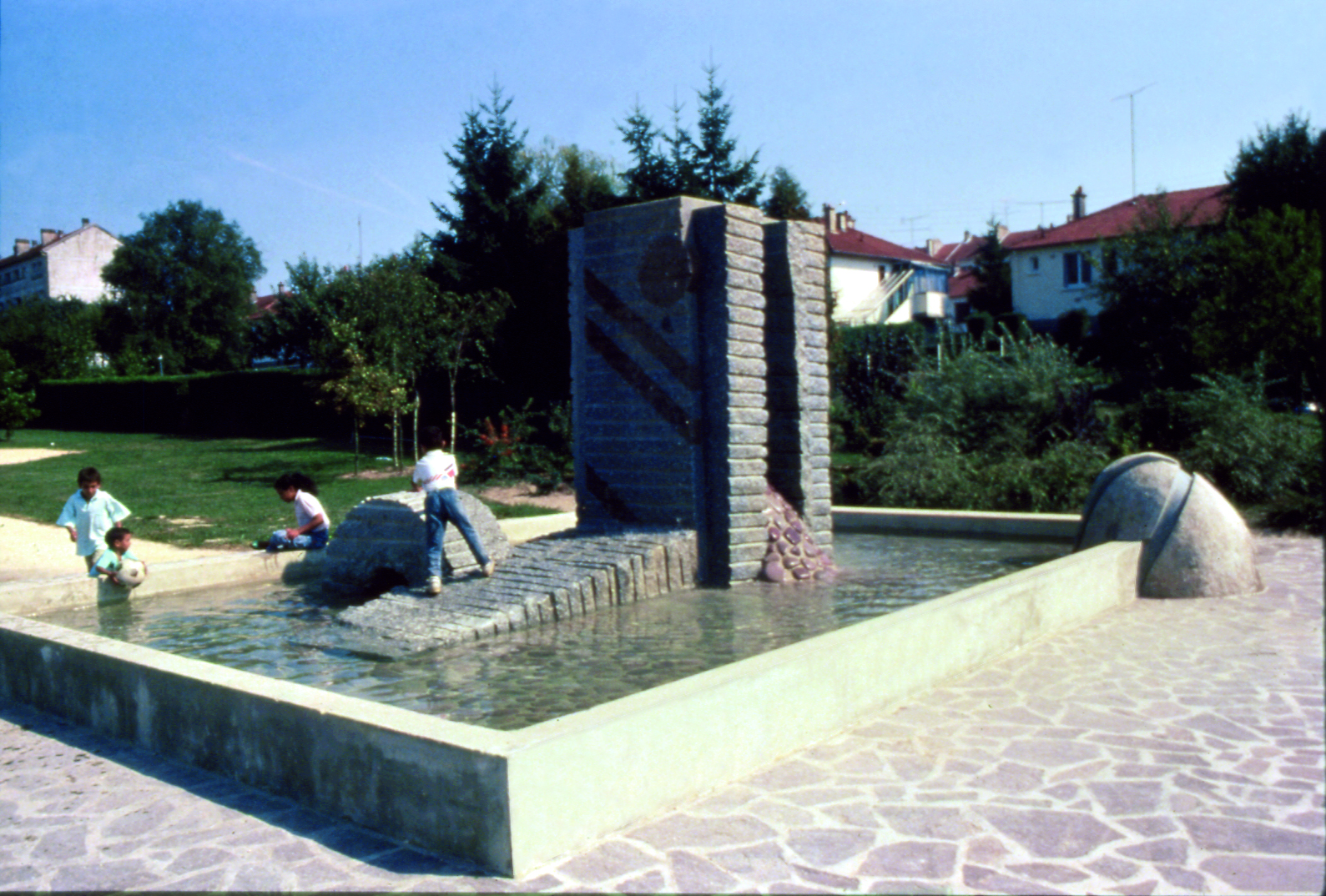
Tetsuo Harada, fontaine des Vertes Voyes, 1986.

La ville de Sainte-Menehould accueille un important patrimoine culturel et artistique dans ses deux églises. Dans l'église du Notre-Dame-du-Château se situent deux bustes d'homme et de femme, datés du XIVe siècle ainsi qu'un orgue des XVIIe et XVIIIe siècles et enfin une dalle funéraire du XVe siècle. Dans l'église Saint-Charles se situent un chandelier pascal ; une console en bois ; un autel et une statue de la Vierge ; un tableau représentant Louis XIII, Richelieu et sainte Ménehould avec la ville en fond ; un autre du martyre de saint Laurent.
La ville abrite également le Monument à Dom Pérignon, dans le Jard, œuvre de Nicolas Agarbiceanu (1908-1991), la statue de sainte Ménehould sur la butte du château, œuvre du sculpteur Henri Charlier réalisée en  1920, ainsi que la fontaine des Vertes Voyes, réalisée par Tetsuo Harada en 1986, et une fontaine Wallace.

#### Musée d'Art et d'Histoire de Sainte-Ménehould
Le musée d'Art et d'Histoire de Sainte-Ménehould a rouvert depuis octobre 2011 et présente l'aspect historique et urbanistique de la ville ainsi qu'une collection de beaux-arts (sculptures, peintures des XVIIe et XVIIIe siècles, dont le Cycle de la vie de Moïse, d'Henri Mauperché), un Autoportrait en trompe-l'œil avec coquillages et objets scientifiques d'Étienne Moulinneuf (1749-1817), d'arts décoratifs (mobilier XVIIIe siècle et céramique de la manufacture du Bois d'Epense, dite des Islettes) et de sciences naturelles. Une extension contemporaine a été ajoutée au bâtiment du XVIIIe siècle pour accueillir une cyberbase et une médiathèque.

### Patrimoine environnemental
La ville a obtenu trois fleurs du concours des villes et villages fleuris.
La zone Natura 2000 « Étangs d'Argonne » se situe partiellement sur le territoire de la commune.
De plus, trois zones naturelles d'intérêt écologique, faunistique et floristique (ZNIEFF) sont situées partiellement sur le territoire de la commune : « Étangs de la Champagne humide » ; « Bois de Rohais et étang de Florent-en-Argonne » et « Massif forestier d'Argonne »,,.

### Gastronomie

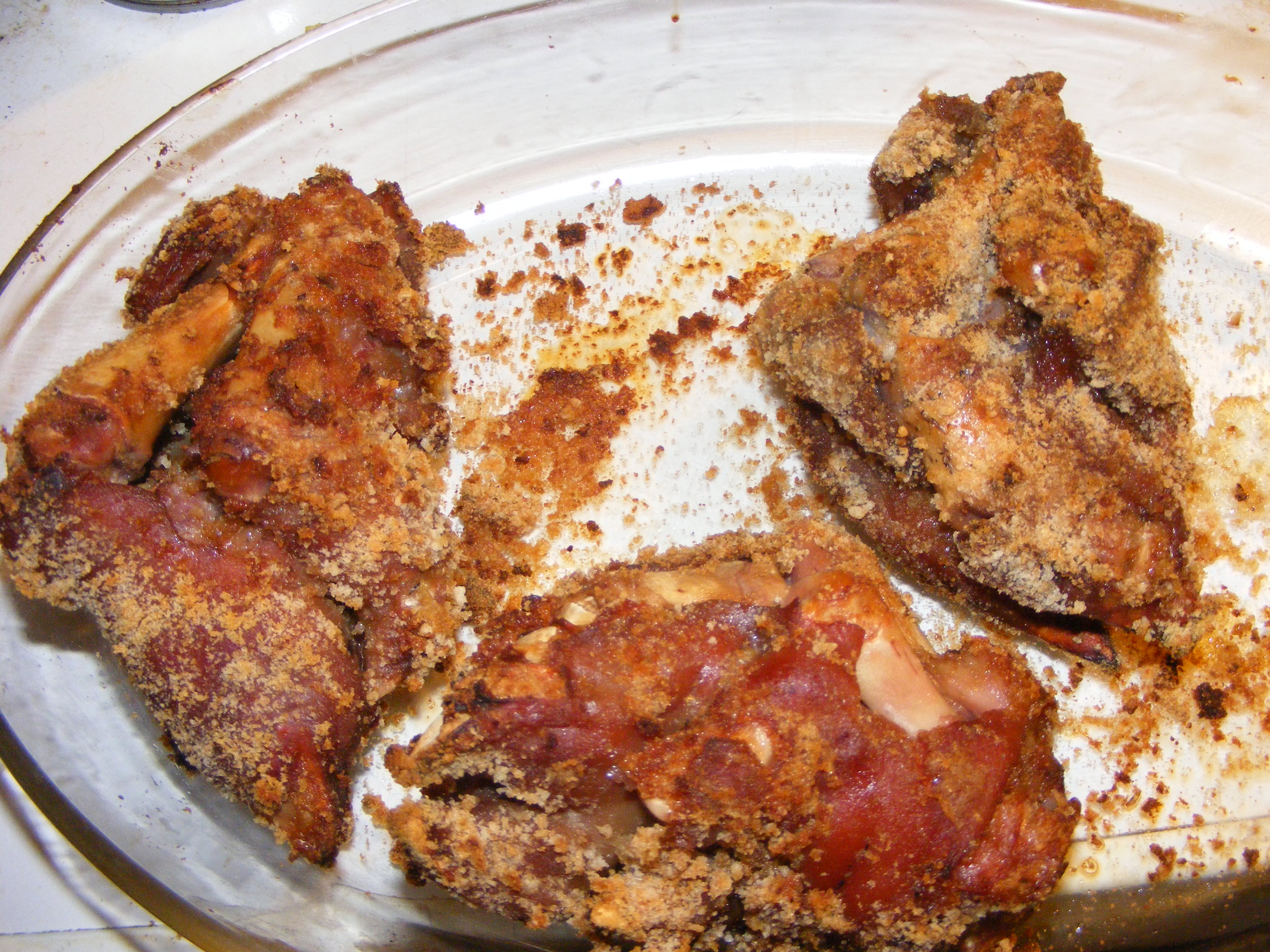
Pieds de porc panés façon Sainte-Menehould.

Les pieds de porc « à la Sainte-Menehould » sont longtemps bouillis puis panés. La cuisson prolongée plusieurs dizaines d'heures rend les os mous et consommables, bien que peu goûteux et d'aspect crayeux. La recette existait déjà au temps de Charles VII, à qui l'on servit le plat lorsqu'il visita la ville en 1435. Une légende locale veut que Louis XVI fut arrêté à Varennes pour s'être attardé à en manger lors de l'arrêt de sa voiture à Sainte-Menehould. Alexandre Dumas contribua beaucoup à la célébrité de cette spécialité locale en en donnant une description enthousiaste dans son Grand dictionnaire de la cuisine.
Dans Le Système du docteur Goudron et du professeur Plume, d'Edgar Allan Poe, est citée sans plus de détails une spécialité de veau dite « à la Sainte-Menehould ».

### Personnalités liées à la commune
- Sainte Ménehould, née à Perthes aux temps mérovingiens et morte à Bienville en 490.
- Dom Pérignon, né à Sainte-Menehould en 1639 et mort à l'abbaye Saint-Pierre d'Hautvillers en  1715, inventeur du processus de champagnisation.
- Louis de Châtillon, né à Sainte-Menehould en 1689 et mort à Paris en 1734, peintre sur émail et à gouache, graveur sur cuivre.
- Gabriel Deliège, né à Sainte-Menehould en 1742 et mort en 1807 au même lieu, homme politique français, député de la Marne.
- Jean-Baptiste Collin de Sussy, né à Sainte-Menehould en 1750 et mort à Paris en 1826, comte et ministre de Napoléon Ier.
- Pierre Pérignon, né à Sainte-Menehould en 1759 et mort en 1830 à Paris, avocat et homme politique, député de l'Aisne.
- Jean-Baptiste Drouet, né à Sainte-Menehould en 1763 et mort à Mâcon en 1824, révolutionnaire, fit arrêter, avec Jean-Chrisosthome Guillaume (1769-1840), Louis XVI à Varennes ; député à la convention il arrêta Charlotte Corday. Premier sous-préfet de Sainte-Ménehould.
- Pierre-Marie Buirette, né à Sainte-Menehould en 1783 et mort à Reims en 1866, industriel et bienfaiteur à Reims.
- Camille Margaine, né à Sainte-Menehould en 1829 et mort à Paris en 1893, homme politique.
- Auguste-Arthur Géraudel, né à Futeau en 1841 et mort en 1906, pharmacien ayant débuté à Sainte-Menehould, créateur des pastilles Géraudel.
- Clémence de Pibrac, née à Sainte-Menehould en 1869 et morte en 1938, de son vrai nom Clémence Justine Procureur, artiste de music-hall et demi-mondaine de la Belle Époque.
- Alfred Margaine, né à Sainte-Menehould en 1870 et mort à Rochecorbon en 1953, homme politique fils de Camille Margaine.
- Charles Compodonico (1888-1916), professeur et poète, il figure au Panthéon parmi les 560 écrivains morts pour la France.
- Georges Michel, né à Sainte-Menehould en 1890 et mort en 1960, champion de natation.
- René Wiriath, né à Sainte-Menehould en 1899 et mort en 1942, champion d'athlétisme.
- Michel Crozier, né à Sainte-Menehould en 1922 et mort en 2013, sociologue.
- Philippe Manœuvre, né à Sainte-Menehould en 1954, journaliste, animateur de télévision et de radio et scénariste de bande dessinée.
- Serge Bonnet, prêtre dominicain et sociologue.

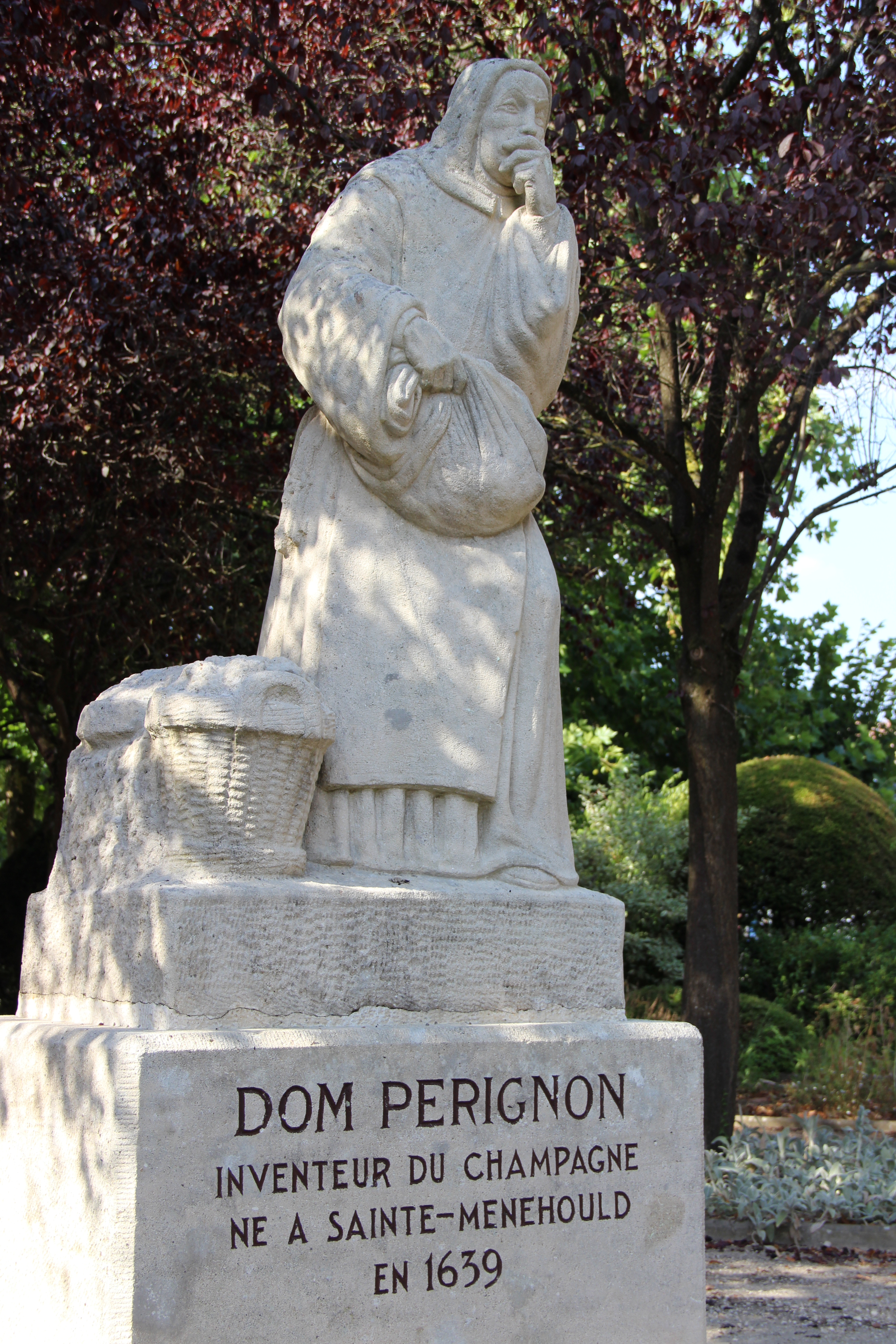
Nicolas Alba, Monument à Dom Pérignon, 1958, square Pasteur.
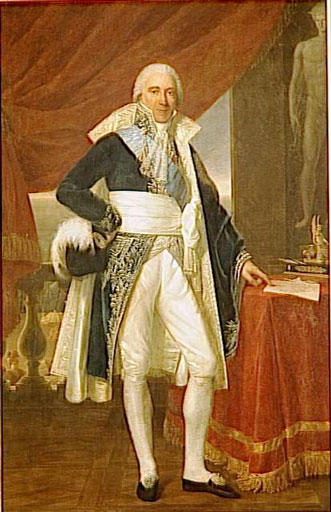
Henri-François Riesener, Jean-Baptiste Collin, comte de Sussy, 1813, château de Versailles.
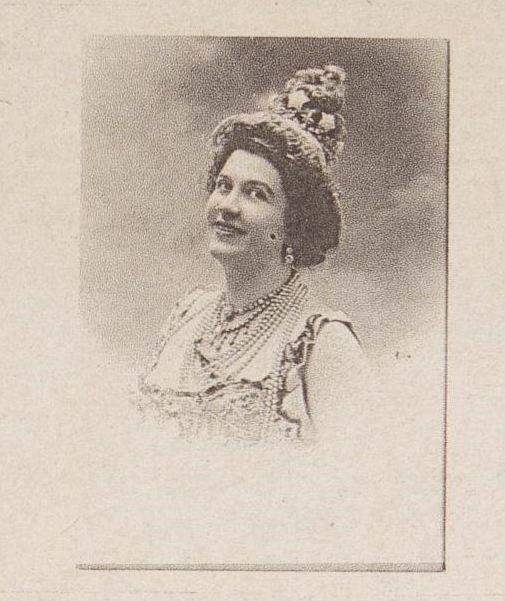
Clémence de Pibrac, vers 1899.

### Sainte-Menehould dans la littérature
- Anne Villemin Sicherman évoque, dans son roman Retour à Varennes, paru en 2021 aux éditions 10-18,  (ISBN 978-2-264-07803-2), le passage de Louis XVI à Sainte-Menehould, après qu'il a été contraint de rebrousser chemin depuis Varennes

### Héraldique
| Blason de Sainte-Ménehould | Les armes de Sainte-Ménehould se blasonnent : « D'azur à une porte de ville donjonnée d'argent maçonnée ajourée et ouverte de sable, les deux tours d’angle essorées en dôme d’or, la porte chargée d'un lion d’or, armé et lampassé de gueules, issant du seuil et tenant dans sa patte dextre une épée en barre aussi d’argent ; les trois tours sommées chacune d’une aigle essorante du même. » Au XVIIe siècle, le blasonnement était ainsi décrit : « D’azur au portail de ville crénelé d’argent, maçonné de sable, sommé d’une tour d’argent, flanquée de 2 autres, crénelées de même, couvertes en dôme d’or ; le tout maçonné de sable ; chacune des tours sommées d’un aigle s’essorant d’argent, le portail ouvert de sable, coulissé d’argent, défendu par un lion naissant d’or, armé et lampassé de gueules, tenant de sa patte dextre, une épée d’argent. » |

### Logotype
|  | Le logotype de la ville reprend le nom écrit avec un accent (Sainte-Ménehould), en trois couleurs (orange, deux teintes bleutées). |

## Sources